# Lijst van personen overleden in 1968
Dit is een lijst van personen die zijn overleden in 1968.

## Januari

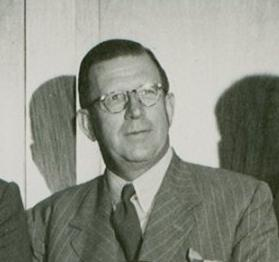
Theophilus Dönges
10 januari

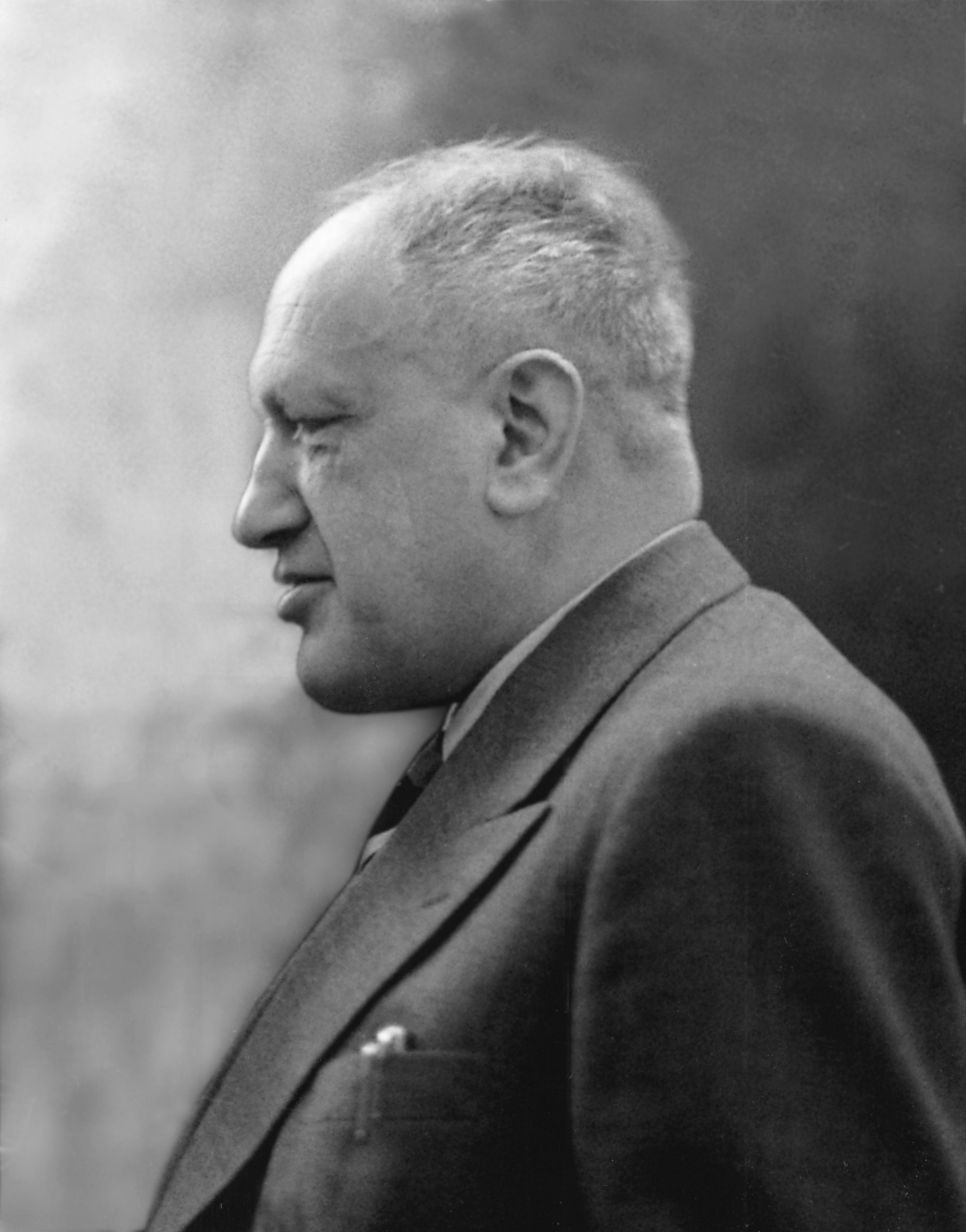
Leopold Infeld
15 januari

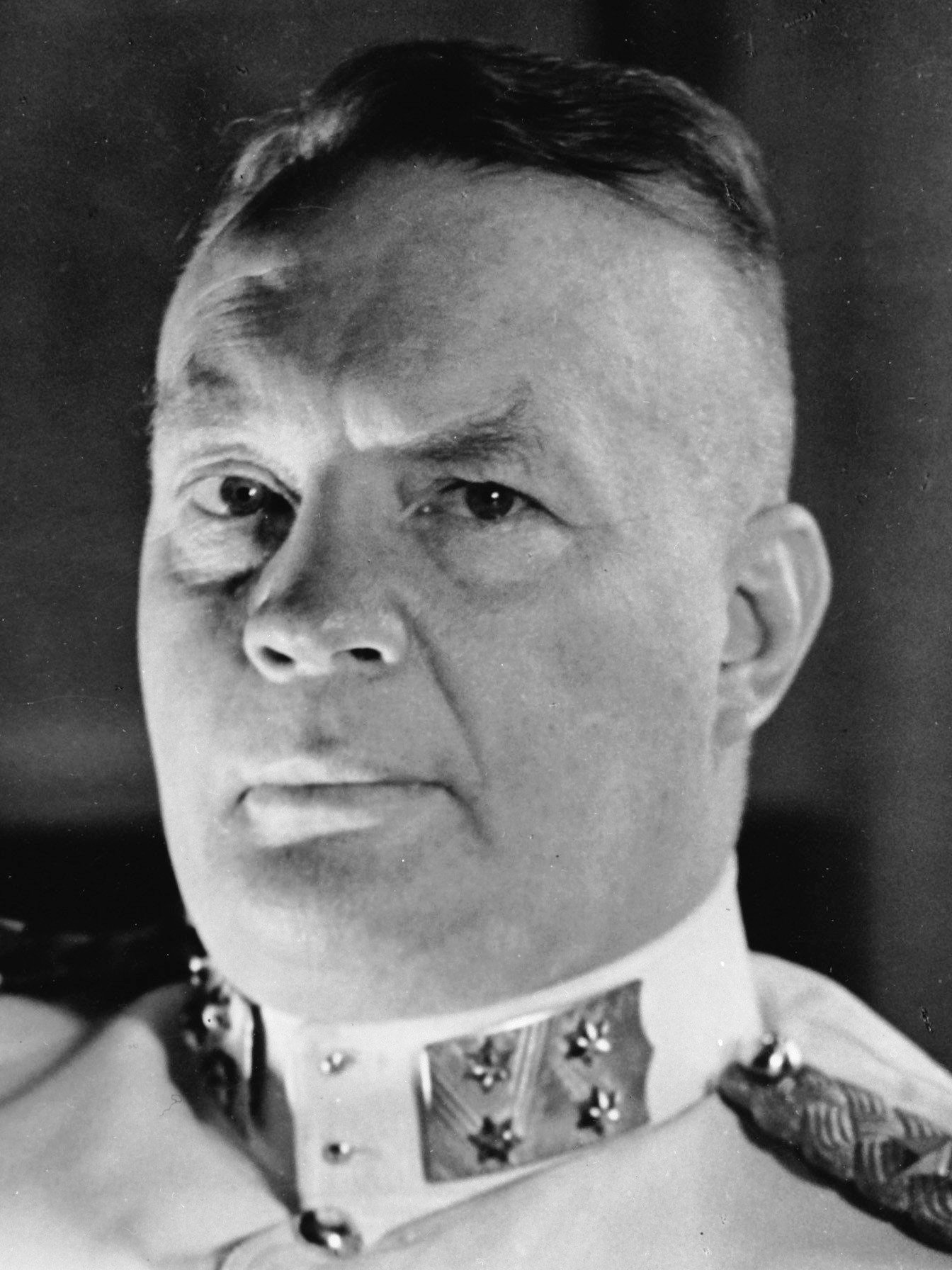
Hein ter Poorten
15 januari

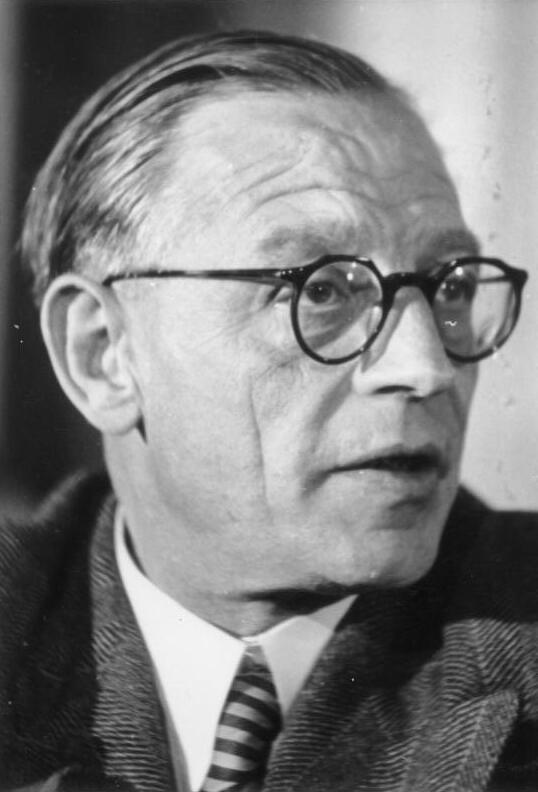
Georg Dertinger
21 januari

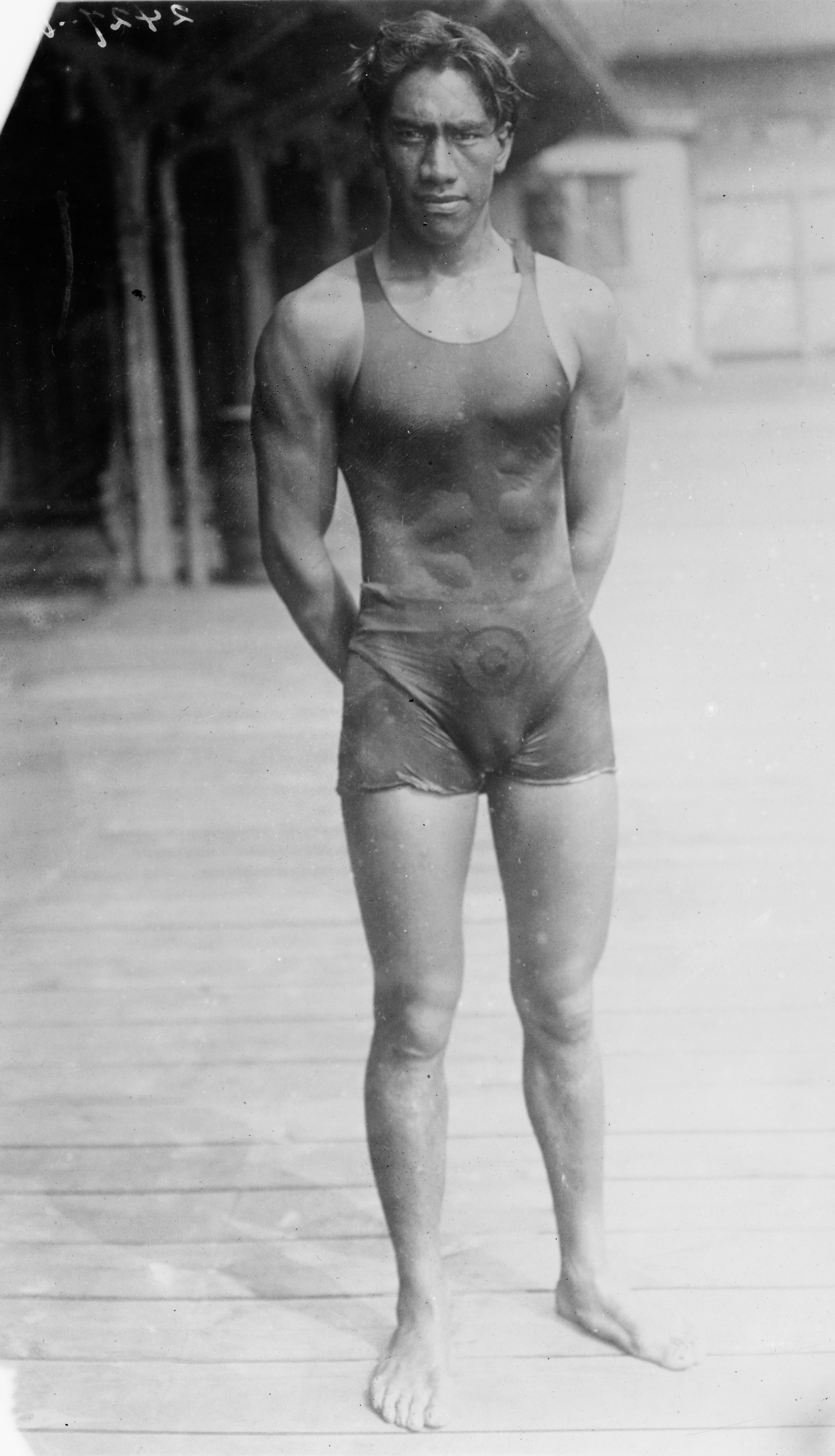
Duke Kahanamoku
22 januari

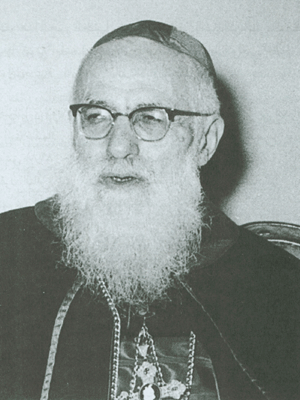
Ignace Gabriel I
29 januari

| 1 | 2 | 3 | 4 | 5 | 6 | 7 | 8 | 9 | 10 | 11 | 12 | 13 | 14 | 15 | 16 | 17 | 18 | 19 | 20 | 21 | 22 | 23 | 24 | 25 | 26 | 27 | 28 | 29 | 30 | 31 |
| - | - | - | - | - | - | - | - | - | -- | -- | -- | -- | -- | -- | -- | -- | -- | -- | -- | -- | -- | -- | -- | -- | -- | -- | -- | -- | -- | -- |

### 2 januari
- Sanoesi Pane (62), Indonesisch schrijver en dichter
- Earl Swope (44), Amerikaans trombonist

### 3 januari
- Jules Van Paemel (71), Belgisch architect en kunstenaar

### 4 januari
- Bouke Benenga (79), Nederlands zwemmer en waterpoloër
- Joseph Pholien (83), Belgisch politicus

### 5 januari
- Max Henny (82), Nederlands voetballer

### 6 januari
- Kurt Baschwitz (81),  Duits-Nederlandse journalist en socioloog
- Joh.A. Joustra (79), Nederlands bijenkenner en publicist
- Karl Kobelt (76), Zwitsers politicus

### 7 januari
- James Leonard Brierley Smith (70), Zuid-Afrikaans ichtyoloog
- George Constantine (49), Amerikaans autocoureur

### 9 januari
- Louis Aubert (80), Frans componist
- Gino Sciardis (50), Italiaans wielrenner

### 10 januari
- Theophilus Dönges (69), president van Zuid-Afrika
- Arthur Thomas Doodson (77), Brits oceanograaf

### 13 januari
- Frederik Johan Bijvoet (66), Nederlands militair

### 14 januari
- Fritz Blaschke (68), Duits voetballer

### 15 januari
- Leopold Infeld (69), Pools natuurkundige
- Margaret Kemp-Welch (93), Brits kunstenares
- Hein ter Poorten (80), Nederlands militair
- Erich Leo Ludwig Uhmann (86), Duits entomoloog

### 16 januari
- Panagiotis Poulitsas (86), Grieks politicus

### 18 januari
- Nicolaas Lansdorp (82), Nederlands architect en tekenaar

### 19 januari
- Ray Harroun (89), Amerikaans autocoureur

### 20 januari
- Oscar De Clerck (75), Belgisch beeldhouwer

### 21 januari
- Georg Dertinger (65), Oost-Duits politicus

### 22 januari
- Duke Kahanamoku (77), Amerikaans zwemmer

### 23 januari
- Edward Loos (61), Belgisch componist
- Wouter Lutkie (80), Nederlands geestelijke

### 27 januari
- Jo Schrijnder (73), Nederlands kunstenaar

### 29 januari
- Tsuguharu Foujita (81), Japans-Frans kunstschilder
- Ignace Gabriel I Tappouni (88), Iraaks kardinaal

## Februari

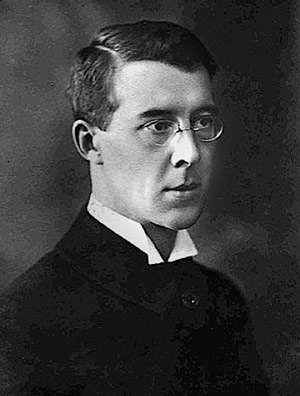
Pitirim Sorokin
11 februari

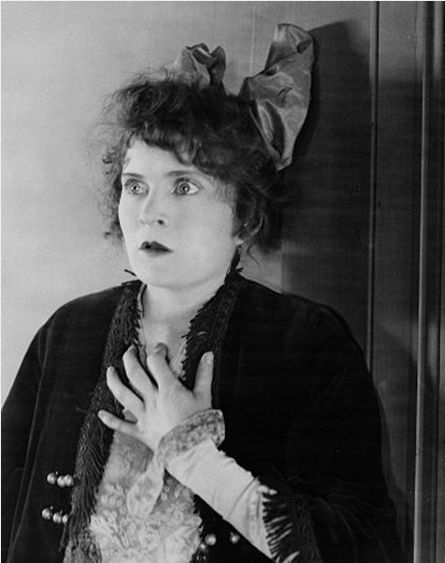
Mae Marsh
13 februari

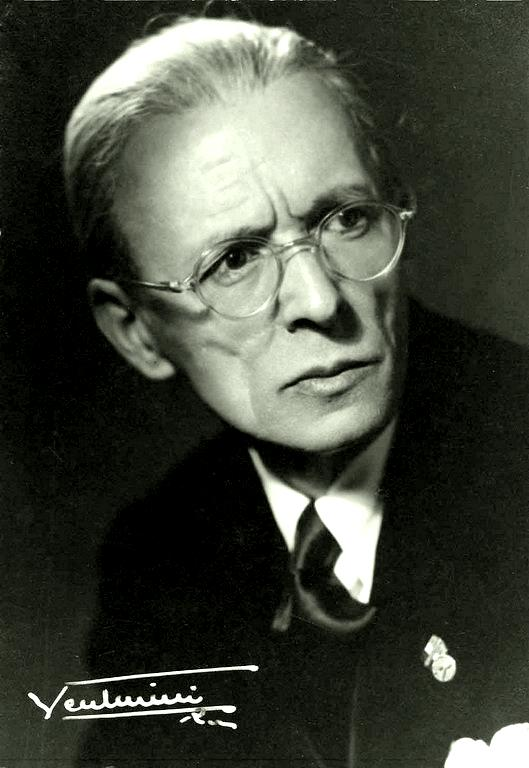
Ildebrando Pizzetti
14 februari

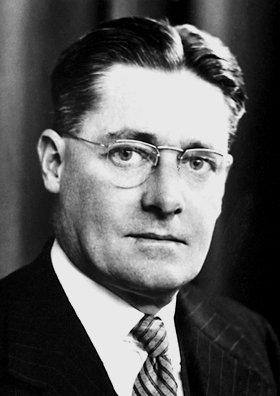
Howard Florey
21 februari

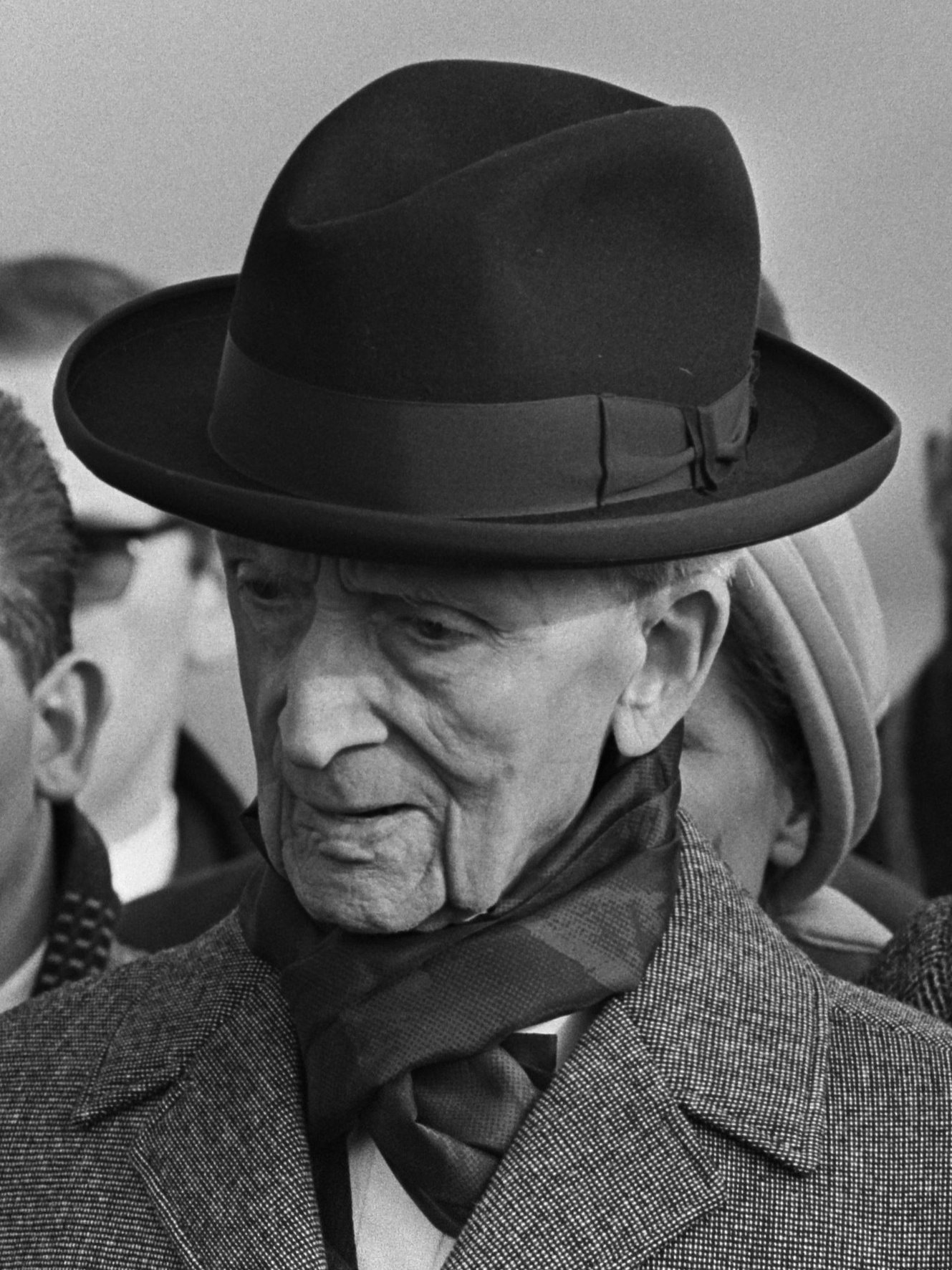
Camille Huysmans
25 februari

| 1 | 2 | 3 | 4 | 5 | 6 | 7 | 8 | 9 | 10 | 11 | 12 | 13 | 14 | 15 | 16 | 17 | 18 | 19 | 20 | 21 | 22 | 23 | 24 | 25 | 26 | 27 | 28 | 29 |
| - | - | - | - | - | - | - | - | - | -- | -- | -- | -- | -- | -- | -- | -- | -- | -- | -- | -- | -- | -- | -- | -- | -- | -- | -- | -- |

### 2 februari
- Tullio Serafin (89), Italiaans dirigent

### 3 februari
- Piet Verdonk (66), Nederlands beeldhouwer
- Emile Verviers (81), Nederlands econoom

### 4 februari
- Gerard den Brabander (67), Nederlands dichter
- Neal Cassady (41), Amerikaans schrijver
- Grace Schneiders-Howard (98), Surinaams maatschappelijk werkster en politica

### 7 februari
- Louis De Lannoy (65), Belgisch wielrenner

### 8 februari
- Jean Borremans (56), Belgisch politicus
- Raymond Grasset (76), Frans politicus

### 9 februari
- Frederik Mari van Asbeck (78), Nederlands jurist

### 11 februari
- Efren Reyes sr. (43), Filipijns acteur en regisseur
- Pitirim Sorokin (79), Russisch-Amerikaans socioloog en schrijver

### 13 februari
- Ernst Grönlund (65), Fins voetballer
- Mae Marsh (73), Amerikaans actrice
- Dorus Nijland (87), Nederlands wielrenner

### 14 februari
- Peter Christianus Josephus Peters (76), Nederlands burgemeester
- Ildebrando Pizzetti (87), Italiaans componist
- Pierre Veuillot (55), Frans kardinaal

### 15 februari
- Little Walter (37), Amerikaans blueszanger

### 16 februari
- Ary Romijn (72), Nederlands militair

### 17 februari
- Arnoud van der Biesen (68), Nederlands zeiler
- Marquard Schwarz (80), Amerikaans zwemster

### 19 februari
- Adriana Valkenburg (73), Nederlands collaborateur

### 20 februari
- Albert Neuhuys (72), Nederlands kunstenaar

### 21 februari
- Howard Florey (69), Australisch patholoog en Nobelprijswinnaar

### 22 februari
- Pieter Koenraad (77), Nederlands militair

### 25 februari
- Camille Huysmans (96), Belgisch politicus
- Gerard Neels (71), Belgisch politicus

### 26 februari
- Charles Leruitte (64), Belgisch politicus

### 27 februari
- Frankie Lymon (25), Amerikaans zanger

### 29 februari
- Hugo Benioff (68), Amerikaans geofysicus en uitvinder

## Maart

Khuang Aphaiyawong
15 maart

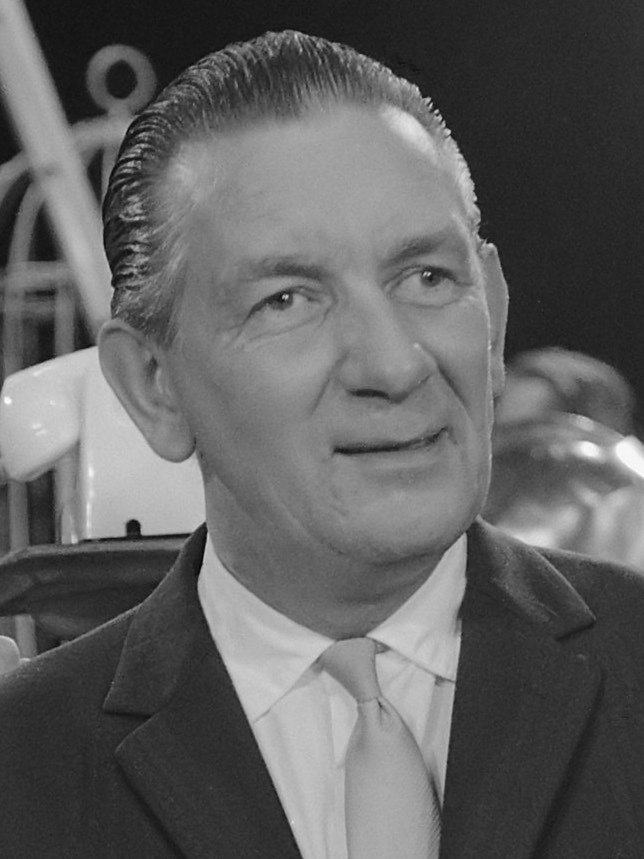
André Carrell
15 maart

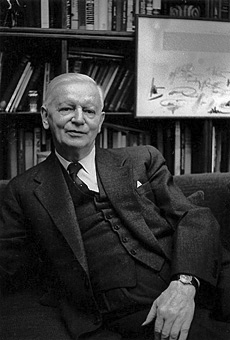
Carl Theodor Dreyer
20 maart

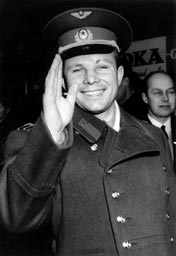
Joeri Gagarin
27 maart

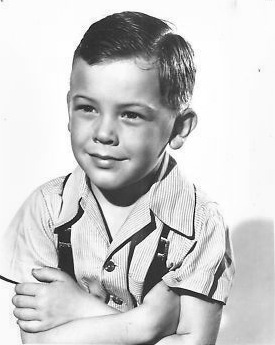
Bobby Driscoll
30 maart

| 1 | 2 | 3 | 4 | 5 | 6 | 7 | 8 | 9 | 10 | 11 | 12 | 13 | 14 | 15 | 16 | 17 | 18 | 19 | 20 | 21 | 22 | 23 | 24 | 25 | 26 | 27 | 28 | 29 | 30 | 31 |
| - | - | - | - | - | - | - | - | - | -- | -- | -- | -- | -- | -- | -- | -- | -- | -- | -- | -- | -- | -- | -- | -- | -- | -- | -- | -- | -- | -- |

### 1 maart
- Betsy Westendorp-Osieck (87), Nederlands kunstschilder

### 3 maart
- Joseph Aloïs Marie de Smedt (93), Belgisch politicus

### 4 maart
- August Schotte (84), Nederlands atleet

### 6 maart
- Frans Hin (62), Nederlands zeiler
- Tony Saulnier (42), Frans fotograaf

### 7 maart
- Quintin Brand (74), Zuid-Afrikaans militair
- Robert Crommelynck (72), Belgisch etser

### 8 maart
- Henrietta Drake-Brockman (66), West-Australisch schrijfster

### 9 maart
- Hans-Jürgen Stumpff (78), Duits militair

### 10 maart
- Hitoshi Imamura (82), Japans militair leider

### 14 maart
- Josef Harpe (80), Duits militair
- Erwin Panofsky (75), Duits-Amerikaans kunsthistoricus

### 15 maart
- Khuang Abhaiwongse (65), Thais politicus
- André Carrell (56), Nederlands conferencier

### 16 maart
- Mario Castelnuovo-Tedesco (72), Italiaans componist
- Gunnar Ekelöf (60), Zweeds dichter en essayist

### 17 maart
- Jules Basdevant (90), Frans rechtsgeleerde en rechter
- Henri ten Holt (84), Nederlands kunstenaar

### 19 maart
- Fedde Schurer (69), Nederlands dichter

### 20 maart
- Carl Theodor Dreyer (69), Deens filmregisseur

### 21 maart
- John Mosely Turner (111), oudste persoon ter wereld

### 22 maart
- Ilja Selvinski (68), Russisch schrijver en dichter
- Frans Wijffels (68), Nederlands politicus

### 23 maart
- Bruno Becker (83), Nederlands historicus
- Lou de Palingboer (70), Nederlands geestelijke

### 24 maart
- Claude Schwartz (47), Belgisch atleet

### 26 maart
- Albertus Wielsma (84), Nederlands roeier

### 27 maart
- Joeri Gagarin (34), Russisch kosmonaut
- Frans du Mée (58), Nederlands cabaretier

### 28 maart
- Gaston Hoyaux (74), Belgisch politicus

### 30 maart
- Bobby Driscoll (31), Amerikaans acteur
- Willem Huysmans (89), Nederlands acteur

### 31 maart
- Eivar Widlund (62), Zweeds voetballer

## April

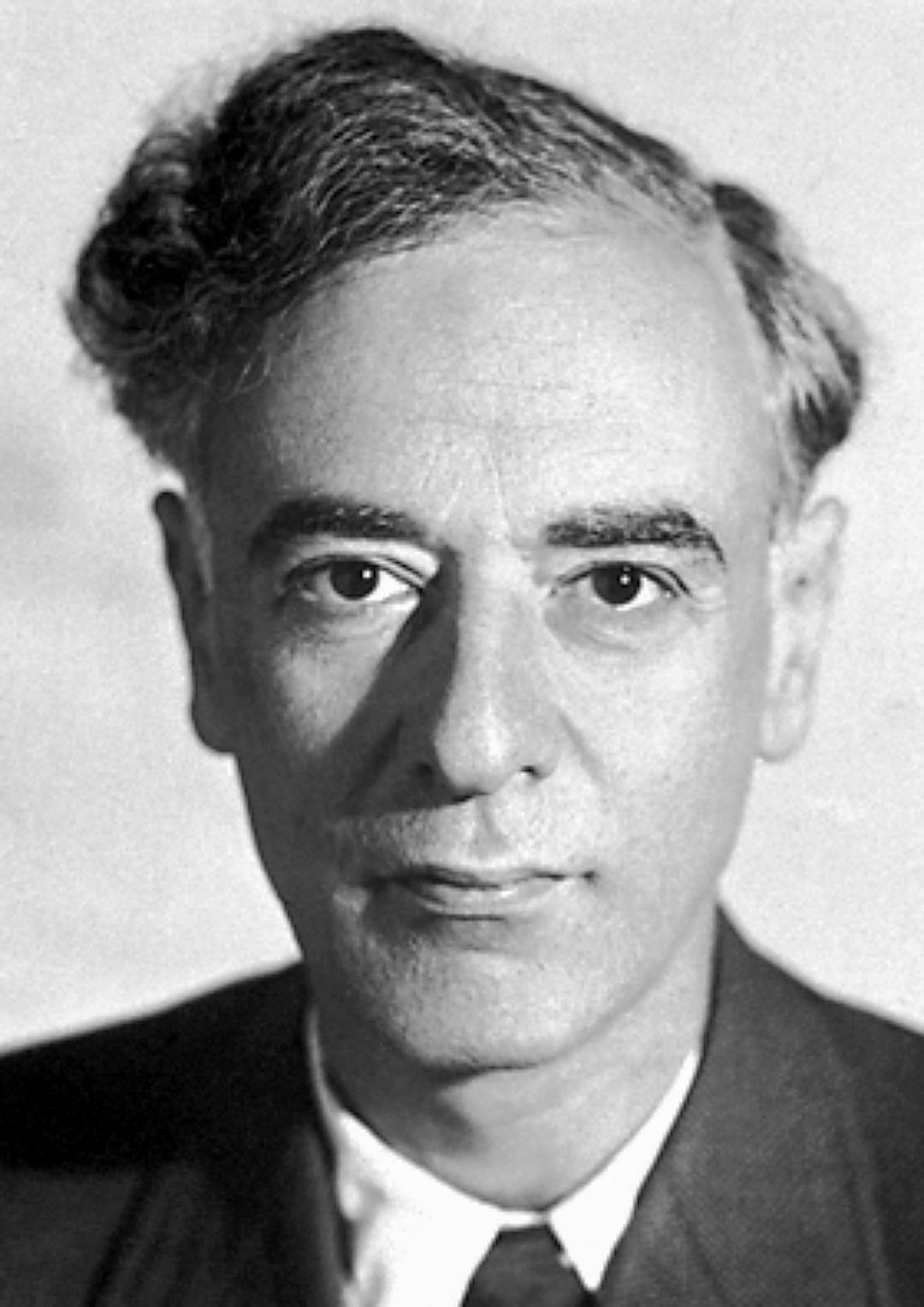
Lev Landau
1 april

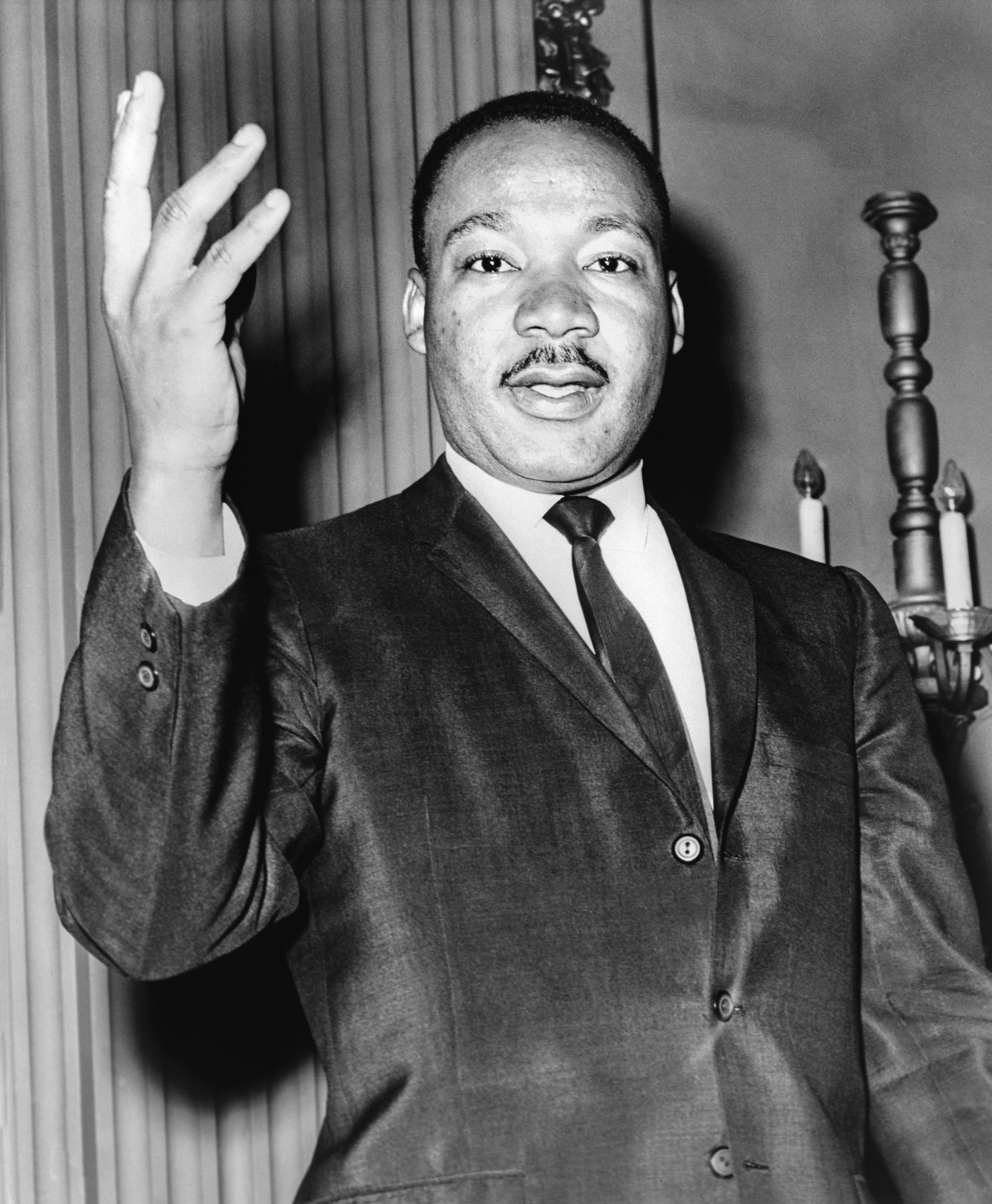
Martin Luther King
4 april

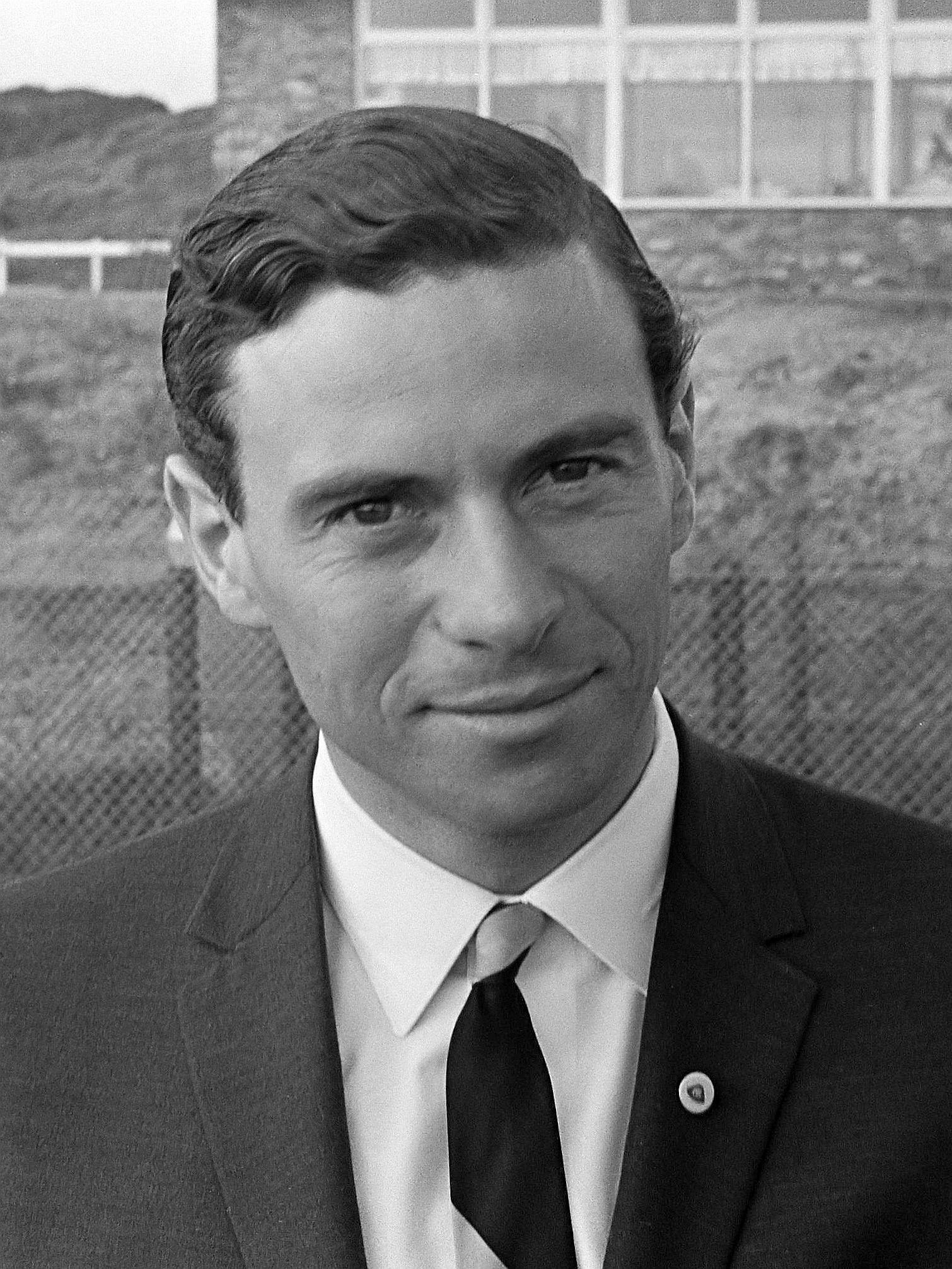
Jim Clark
7 april

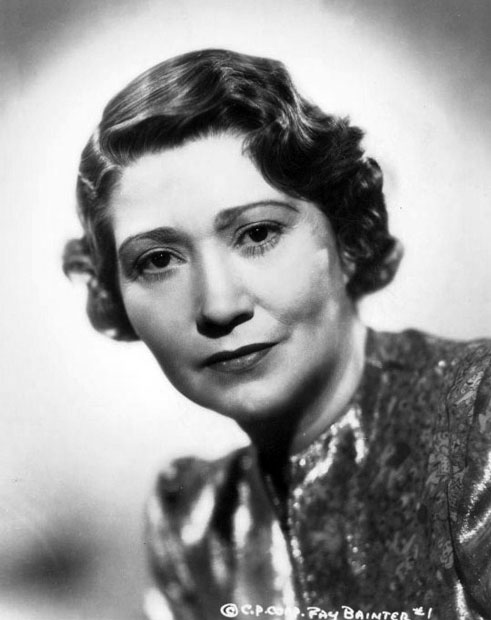
Fay Bainter
16 april

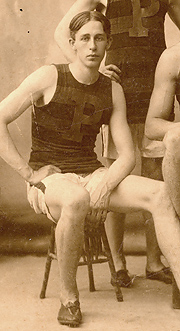
John Tewksbury
25 april

| 1 | 2 | 3 | 4 | 5 | 6 | 7 | 8 | 9 | 10 | 11 | 12 | 13 | 14 | 15 | 16 | 17 | 18 | 19 | 20 | 21 | 22 | 23 | 24 | 25 | 26 | 27 | 28 | 29 | 30 |
| - | - | - | - | - | - | - | - | - | -- | -- | -- | -- | -- | -- | -- | -- | -- | -- | -- | -- | -- | -- | -- | -- | -- | -- | -- | -- | -- |

### 1 april
- Lev Landau (60), Sovjet-Russisch natuurkundige

### 4 april
- Günter Hessler (58), Duits militair
- Martin Luther King (39), Amerikaans burgerrechtenactivist

### 6 april
- Julio César Benítez (27), Uruguayaans voetballer
- Rosa Henderson (71), Amerikaans jazzzanger

### 7 april
- Jim Clark (32), Brits autocoureur

### 9 april
- David Buitenweg (69), Nederlands voetballer

### 10 april
- Sigfried Giedion (79), Tsjechisch-Zwitserse architectuurhistoricus
- Alexis Pantchoulidzew (79), Nederlands springruiter
- André Trousselier (80), Frans wielrenner

### 12 april
- Heinrich Nordhoff (69), Duits industrieel
- Franz Pfeffer von Salomon (80), Duits militair
- Piet Tiggers (76), Nederlands dirigent

### 16 april
- Fay Bainter (74), Amerikaans actrice
- Albert Betz (82), Duits fysicus
- Edna Ferber (82), Amerikaans schrijfster

### 17 april
- Heriberto Jara Corona (88), Mexicaans politicus en militair
- Margaret Seddon (95), Amerikaans actrice

### 18 april
- Guilherme Paraense (83), Braziliaans sportschutter

### 20 april
- Michiel Bulckaert (72), Belgisch bestuurder

### 21 april
- Norman Demuth (69), Brits componist

### 22 april
- Janneke Ducro-Kruijer (43), Nederlands beeldhouwster
- Käthe Mengelberg (73), Duits sociologe
- Theodor Pinet (92), Zweeds componist
- Henri Pontus (65), Belgisch politicus
- Steve Sholes (57), Amerikaans muziekproducent

### 24 april
- Louis Noiret (71), Nederlands zanger, pianist en liedjesschrijver
- Henri Rheinwald (83), Zwitsers wielrenner

### 25 april
- John Tewksbury (92), Amerikaans atleet

### 26 april
- John Heartfield (76), Duits kunstenaar
- Benno Landsberger (78), Duits taalkundige

### 28 april
- Jorge Kissling (28), Argentijns motor- en autocoureur

### 29 april
- Anthony Boucher (56), Amerikaans schrijver

## Mei

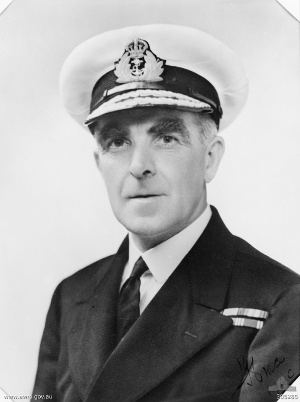
John Gregory Crace
11 mei

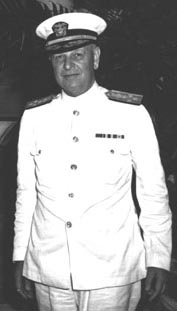
Husband Kimmel
14 mei

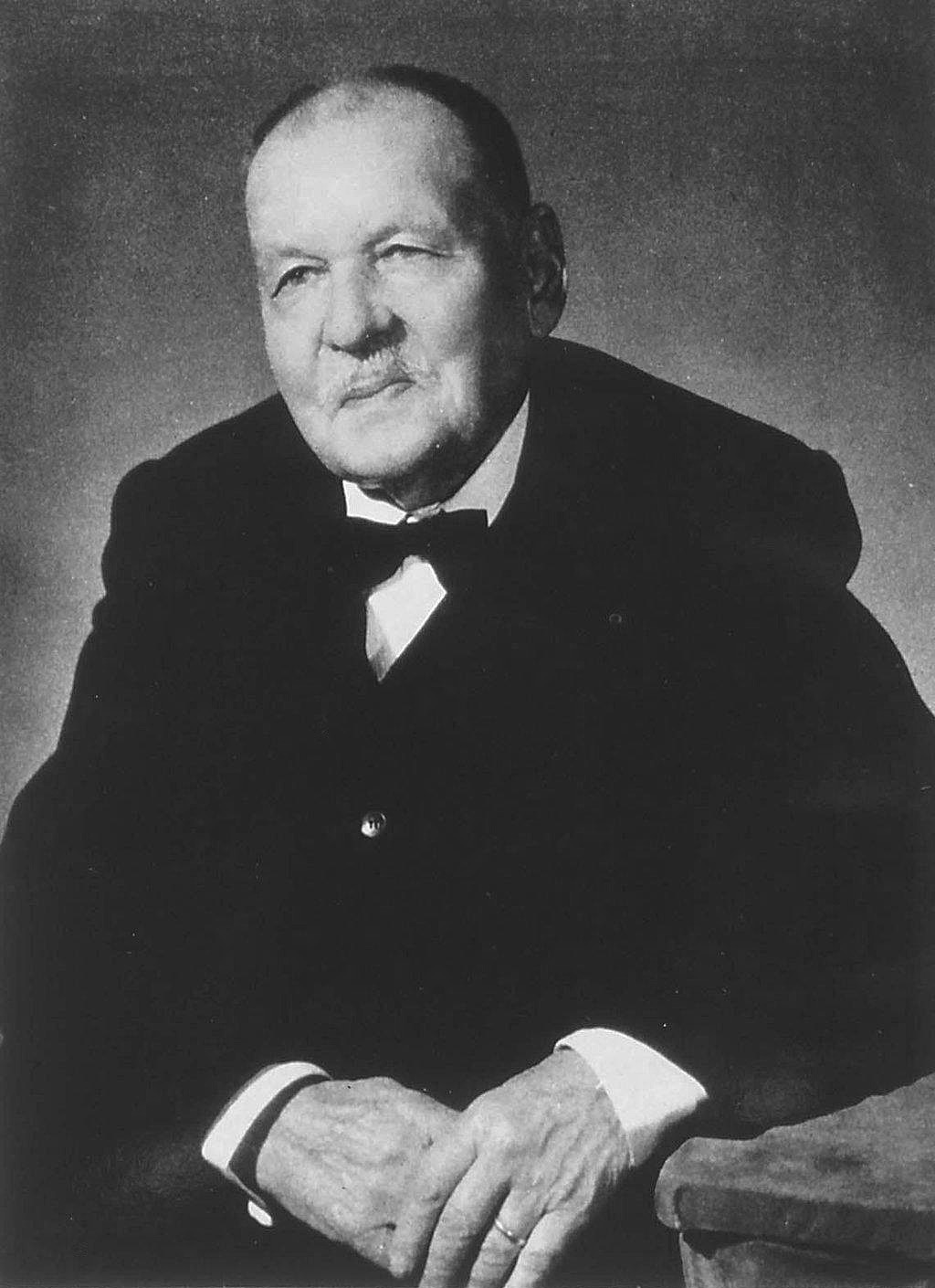
André Piganiol
24 mei

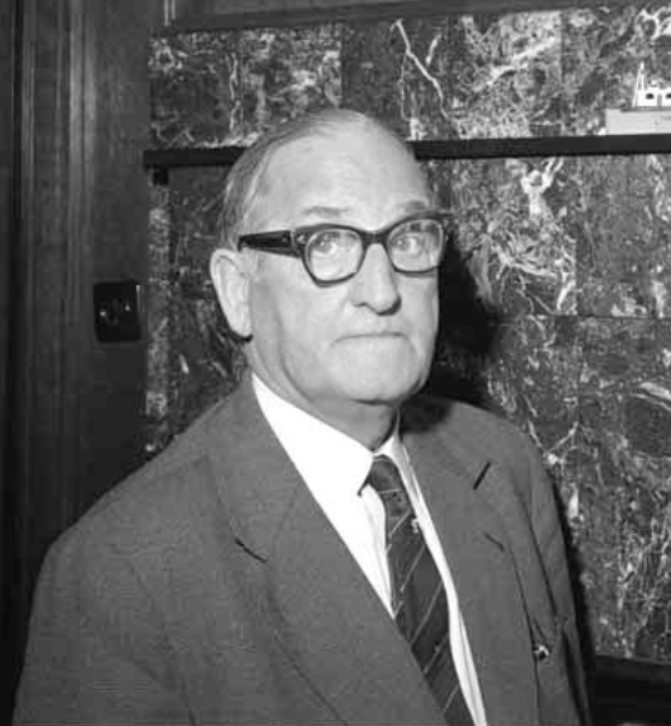
Cornelis Swarttouw
26 mei

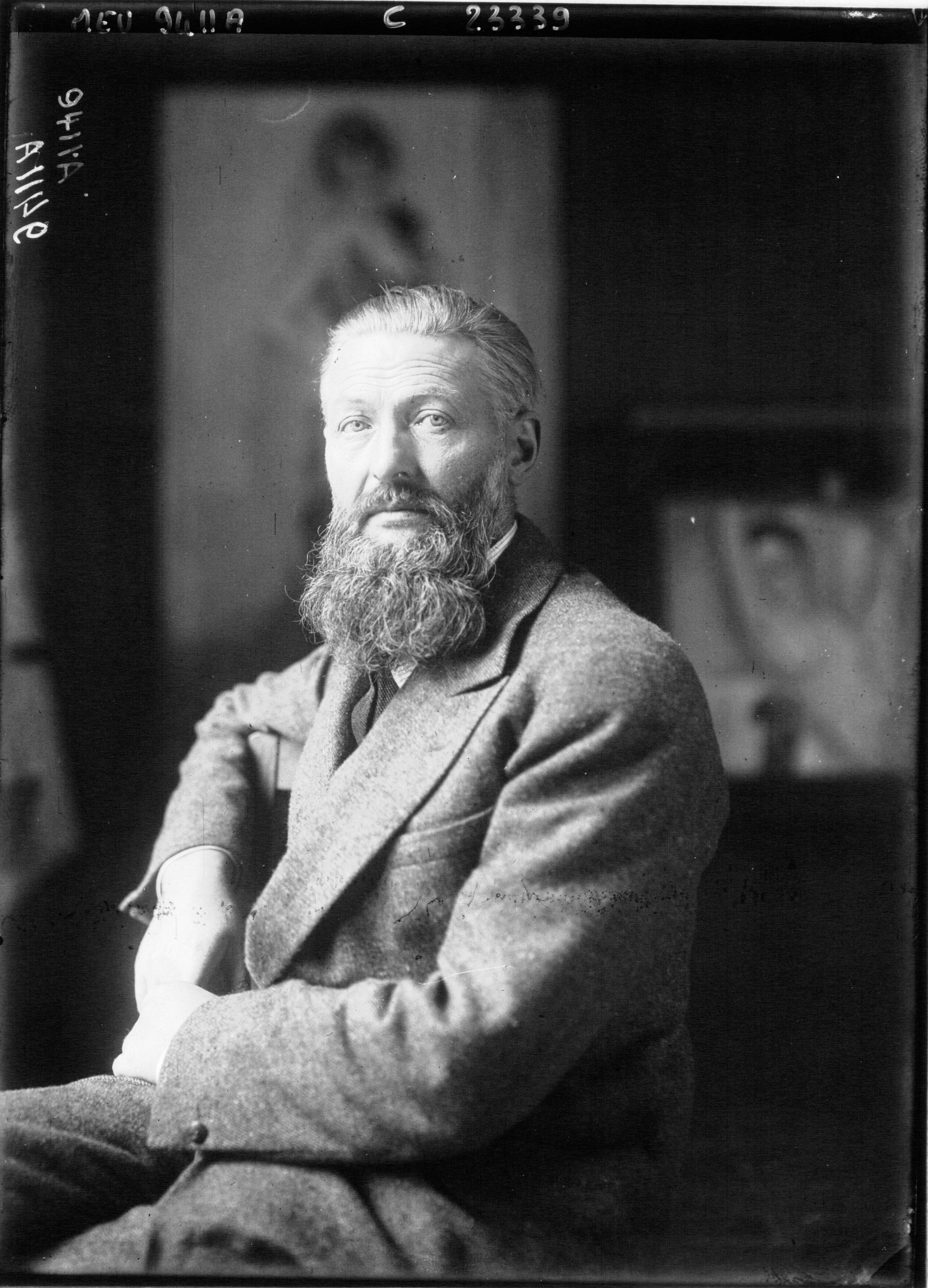
Kees van Dongen
28 mei

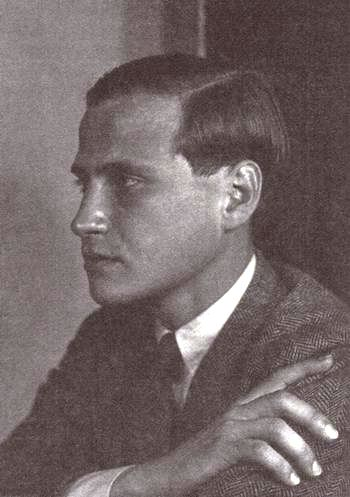
Lodewijk van Hessen
30 mei

| 1 | 2 | 3 | 4 | 5 | 6 | 7 | 8 | 9 | 10 | 11 | 12 | 13 | 14 | 15 | 16 | 17 | 18 | 19 | 20 | 21 | 22 | 23 | 24 | 25 | 26 | 27 | 28 | 29 | 30 | 31 |
| - | - | - | - | - | - | - | - | - | -- | -- | -- | -- | -- | -- | -- | -- | -- | -- | -- | -- | -- | -- | -- | -- | -- | -- | -- | -- | -- | -- |

### 1 mei
- Harold Nicolson (81), Brits schrijver, diplomaat en politicus

### 3 mei
- Herman Fortmann (64), Nederlands theoloog

### 6 mei
- Toivo Kivimäki (81), Fins politicus
- Hendrik Kloosterman (68), Nederlands wiskundige
- Gerhardus Knuttel Wzn (79), Nederlands conservator

### 7 mei
- Luis Brunetto (66), Argentijns atleet
- Mike Spence (31), Brits autocoureur

### 8 mei
- George Hay (72), Amerikaans journalist en radio-omroeper

### 9 mei
- Finlay Currie (90), Brits acteur
- Albert Lewin (73), Amerikaans regisseur

### 11 mei
- Lieven Ferdinand de Beaufort (89), Nederlands bioloog
- John Gregory Crace (81), Australisch militair

### 12 mei
- Hesje van Rijk (82), Nederlands actrice

### 13 mei
- Heinrich Benckert (60), Duits theoloog
- Robert Burks (58), Amerikaans cameraman

### 14 mei
- Husband Kimmel (86), Amerikaans militair leider
- Beasley Smith (66), Amerikaans componist

### 15 mei
- Conradin Flugi van Aspermont (40), Nederlands burgemeester
- Ben Pon (64), Nederlands ondernemer

### 18 mei
- Fredrik Adolf Beins (86), Nederlands burgemeester

### 21 mei
- Marcos Alicante (73), Filipijns bodemkundige
- Bror Hjorth (74), Zweeds schilder en beeldhouwer
- Murk Daniël Ozinga (65), Nederlands historicus

### 23 mei
- Coy Watson sr. (78), Amerikaans stuntman en acteur

### 24 mei
- André Piganiol (85), Frans archeoloog en historicus
- Bernard Rogers (75), Amerikaans componist

### 25 mei
- Georg von Küchler (86), Duits militair leider

### 26 mei
- Halbo C. Kool (61), Nederlands dichter en journalist
- Cornelis Swarttouw (78), Nederlands zakenman en voetballer

### 28 mei
- Kees van Dongen (91), Nederlands-Frans kunstschilder
- Jean-Marie Gantois (63), Frans priester
- Fedor Ochlopkov (60), Russisch militair

### 30 mei
- Paul Collin (84), Nederlands zanger en cabaretier
- Lodewijk van Hessen-Darmstadt (59), lid Duitse adel

### 31 mei
- François Cornelis van Aerssen Beijeren van Voshol (85), Nederlands militair
- Abraham Brinkman (60), Nederlands politicus
- Michel Van Caeneghem (62), Belgisch politicus

## Juni

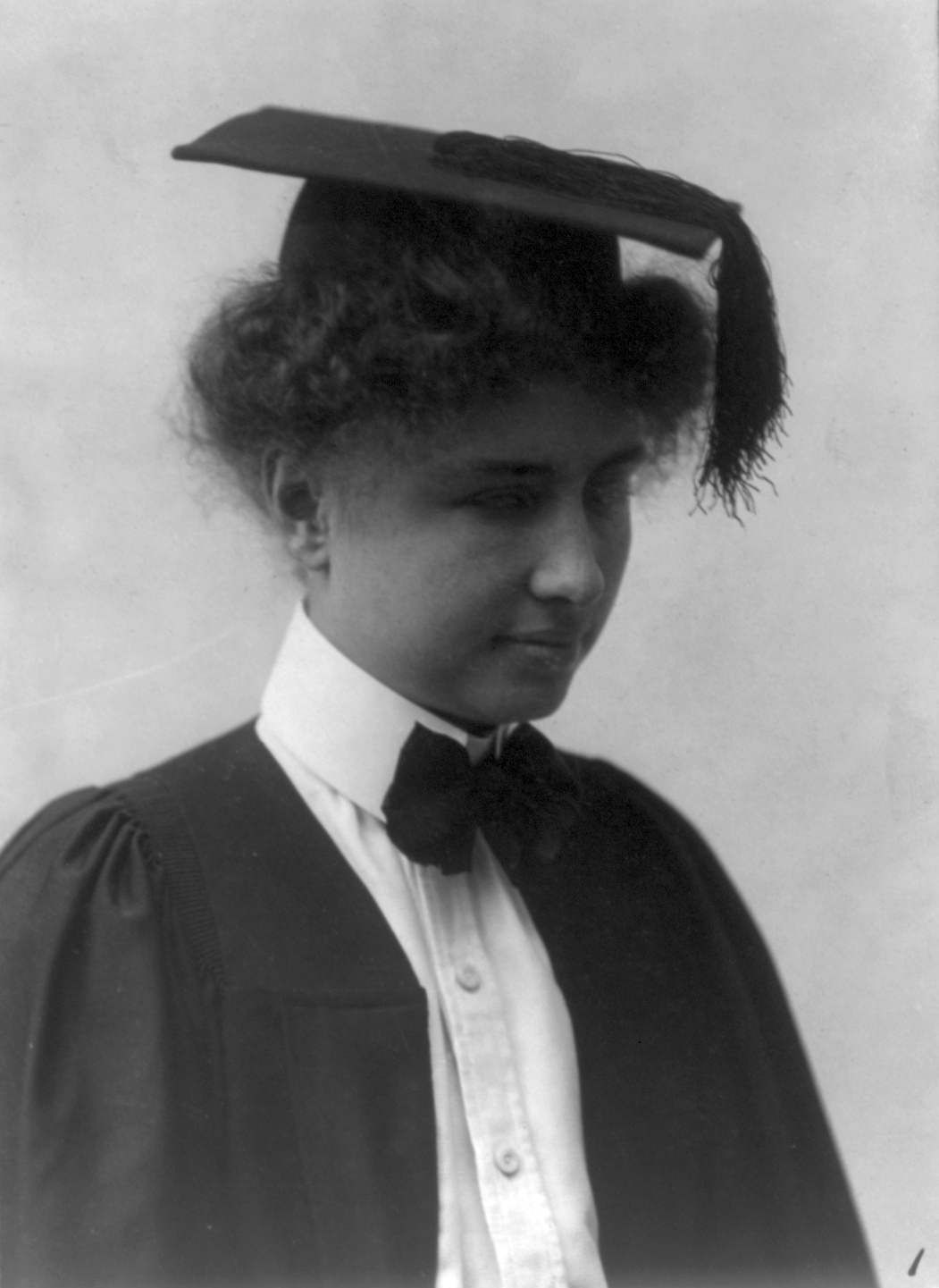
Helen Keller
1 juni

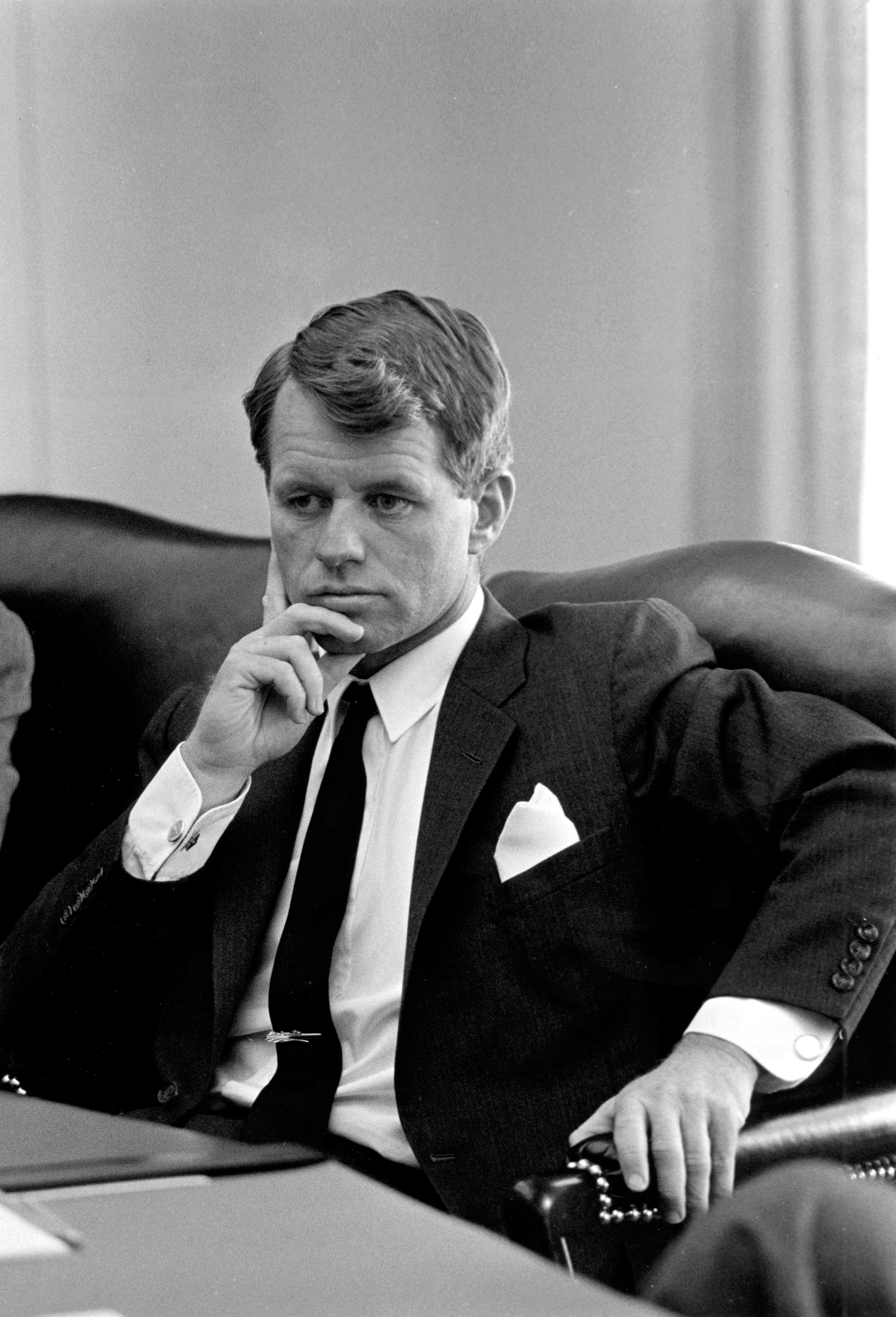
Robert F. Kennedy
6 juni

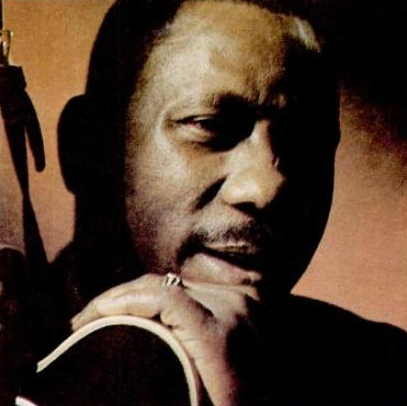
Wes Montgomery
15 juni

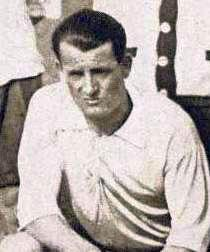
José Nasazzi
17 juni

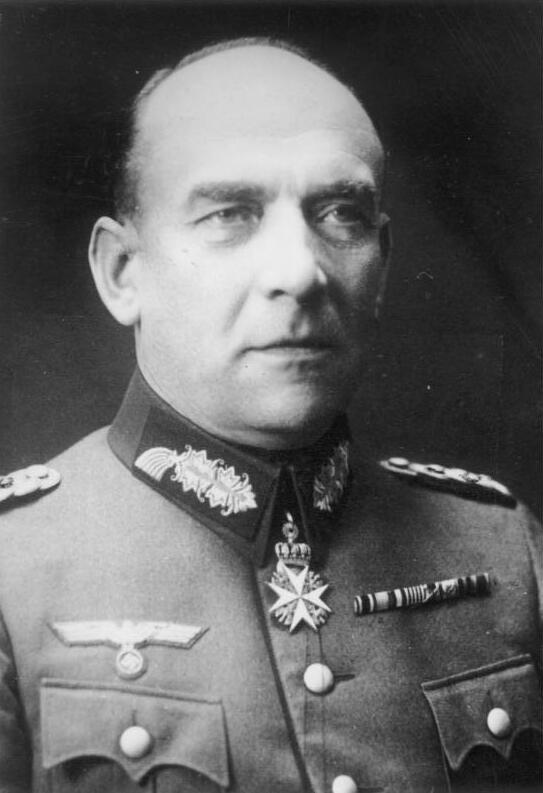
Nikolaus von Falkenhorst
18 juni

| 1 | 2 | 3 | 4 | 5 | 6 | 7 | 8 | 9 | 10 | 11 | 12 | 13 | 14 | 15 | 16 | 17 | 18 | 19 | 20 | 21 | 22 | 23 | 24 | 25 | 26 | 27 | 28 | 29 | 30 |
| - | - | - | - | - | - | - | - | - | -- | -- | -- | -- | -- | -- | -- | -- | -- | -- | -- | -- | -- | -- | -- | -- | -- | -- | -- | -- | -- |

### 1 juni
- Helen Keller (87), Amerikaans doventaalkundige

### 2 juni
- Edgardo Toetti (57), Italiaans atleet

### 4 juni
- Anna Cramer (94), Nederlands componiste en pianiste
- Dorothy Gish (70), Amerikaans actrice
- Alexandre Kojève (66), Russisch-Frans politiek filosoof

### 6 juni
- Robert F. Kennedy (42), Amerikaans politicus

### 8 juni
- Ludovico Scarfiotti (34), Italiaans autocoureur
- Everhard Spelberg (70), Nederlands omroepbestuurder

### 10 juni
- Antonio Pesenti (60), Italiaans wielrenner
- Wladek Zbyszko (76), Pools professioneel worstelaar

### 11 juni
- Ivan Ribar (87), Joegoslavisch politicus

### 12 juni
- Herbert Edward Read (74), Brits dichter, kunstfilosoof en kunstcriticus

### 13 juni
- Emily Siedeberg (95), Nieuw-Zeelands arts

### 14 juni
- Jürgen Fehling (83), Duits toneelregisseur
- Salvatore Quasimodo (66), Italiaans dichter

### 15 juni
- Wes Montgomery (43), Amerikaans jazzgitarist

### 16 juni
- Johanna Booyson (111), oudste mens ter wereld
- Hans Gispen (62), Nederlands politicus
- Heinrich Mertens (62), Oost-Duits politicus

### 17 juni
- A.M. Cassandre (67), Frans kunstschilder en vormgever
- Aleksej Kroetsjonych (82), Russisch schrijver en dichter
- José Nasazzi (67), Uruguayaans voetballer
- Viktor Sergejevitsj Roenov (61), Russisch componist
- Federico Longás Torres (74), Spaans componist

### 18 juni
- Nikolaus von Falkenhorst (83), Duits militair

### 21 juni
- William Earl Johns (75), Brits schrijver

### 26 juni
- Ziggy Elman (54), Amerikaanse jazzmusicus en bandleider
- Piet Meuwissen (59), Belgisch nationalist
- Jo Vermeulen (64), Nederlands voetballer

### 30 juni
- Virgilio Levratto (63), Italiaans voetballer en voetbalcoach
- Walter Pfrimer (86), Oostenrijks politicus
- Jules Rossi (53), Italiaans wielrenner

## Juli

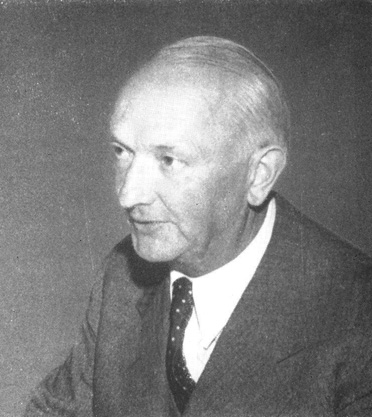
Gustaf Larson
4 juli

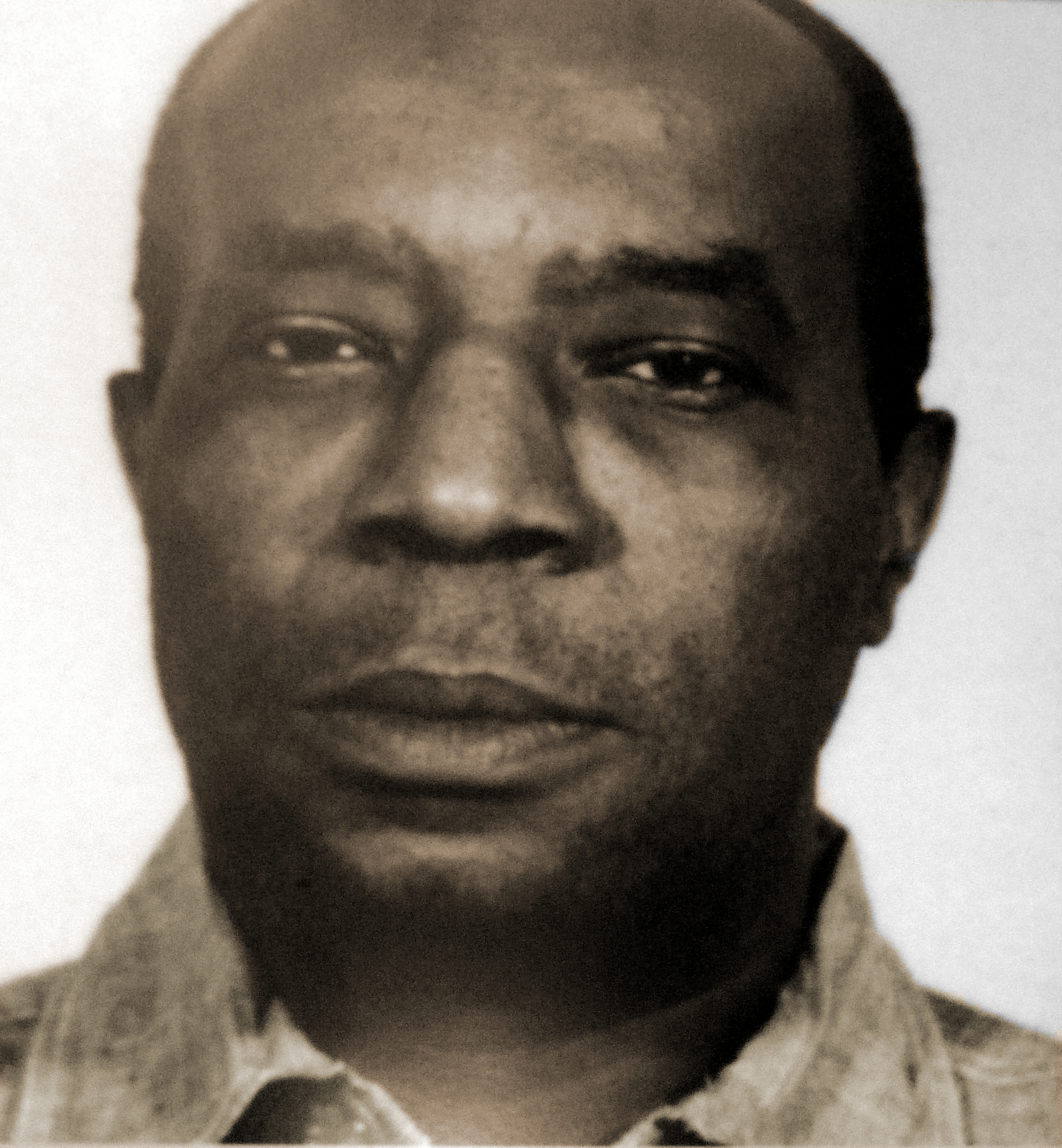
Ellsworth Raymond Johnson
7 juli

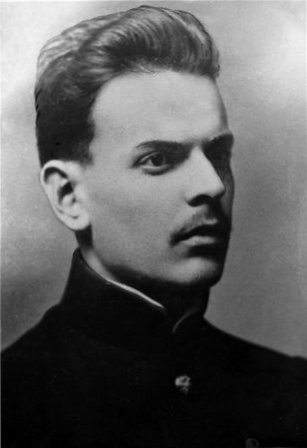
Konstantin Paustovski
14 juli

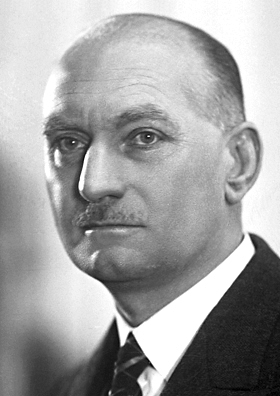
Corneel Heymans
18 juli

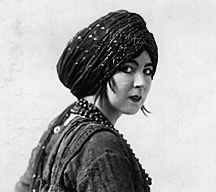
Ruth Saint Denis
21 juli

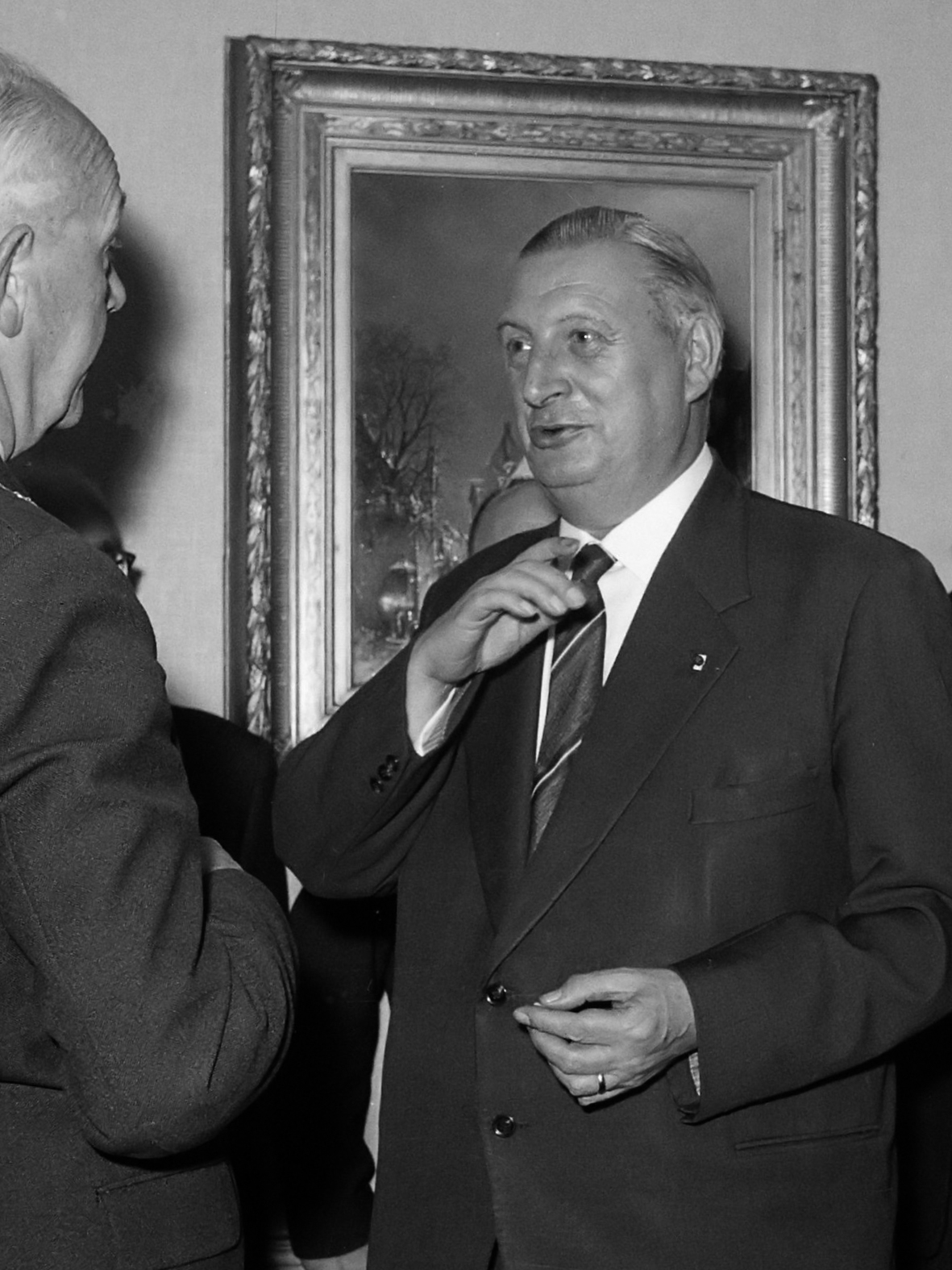
Anton van Duinkerken
27 juli

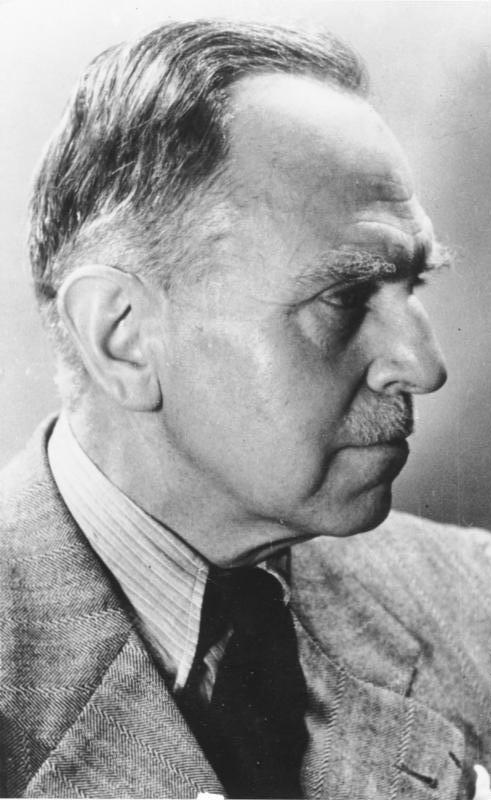
Otto Hahn
28 juli

| 1 | 2 | 3 | 4 | 5 | 6 | 7 | 8 | 9 | 10 | 11 | 12 | 13 | 14 | 15 | 16 | 17 | 18 | 19 | 20 | 21 | 22 | 23 | 24 | 25 | 26 | 27 | 28 | 29 | 30 | 31 |
| - | - | - | - | - | - | - | - | - | -- | -- | -- | -- | -- | -- | -- | -- | -- | -- | -- | -- | -- | -- | -- | -- | -- | -- | -- | -- | -- | -- |

### 1 juli
- Virginia Weidler (41), Amerikaans actrice

### 2 juli
- Francis Brennan (74), Amerikaans kardinaal
- Paul Gehlhaar (62), Duits voetballer

### 4 juli
- Joseph Franssen (75), Nederlands architect
- Gustaf Larson (80), Zweeds ondernemer

### 5 juli
- Hermann-Bernhard Ramcke (79), Duits generaal

### 7 juli
- Ellsworth Raymond Johnson (62), Amerikaans crimineel
- Jo Schlesser (40), Frans autocoureur
- Gustaaf Van Slembrouck (66), Belgisch wielrenner

### 10 juli
- Paul Kiès (73), Nederlands politicus

### 11 juli
- Jules Mahieu (71), Belgisch geestelijke en activist

### 12 juli
- Francesco Morano (96), Italiaans kardinaal

### 13 juli
- Lex Horn (52), Nederlands kunstenaar

### 14 juli
- Konstantin Paustovski (76), Russisch schrijver
- Ilias Tsirimokos (61), Grieks politicus

### 16 juli
- Ferenc Keserű (64), Hongaars waterpolospeler

### 17 juli
- Jan van Rijckenborgh (71), Nederlands mysticus

### 18 juli
- Corneel Heymans (76), Belgisch wetenschapper en Nobelprijswinnaar
- Manfred Toeppen (80), Amerikaans waterpolospeler en zwemmer

### 21 juli
- Ruth Saint Denis (89), Amerikaans danseres en choreografe

### 22 juli
- Giovannino Guareschi (60), Italiaans schrijver

### 23 juli
- Henry Hallett Dale (93), Brits neurowetenschapper en Nobelprijswinnaar
- Luigi Cevenini (73), Italiaans voetballer en voetbalcoach

### 25 juli
- Adrien Bertelson (66), Belgisch politicus
- Friedrich Burmeister (80), Oost-Duits politicus

### 26 juli
- Christine Fonteyne-Poupaert (71), Belgisch kunstschilderes
- Pierluca (42), Italiaans beeldhouwer
- Willem Pompe (75), Nederlands strafrechtgeleerde
- Boudewijn Vandervennet (48), Belgisch politicus

### 27 juli
- Anton van Duinkerken (65), Nederlands schrijver

### 28 juli
- Otto Hahn (89), Duits natuur- en scheikundige

### 30 juli
- Jón Leifs (69), IJslands componist
- James Archibald McIlroy (89), Brits ontdekkingsreiziger

### 31 juli
- Theodoor Alexander Boeree (88), Nederlands beroepsofficier en krijgsgeschiedkundige

## Augustus

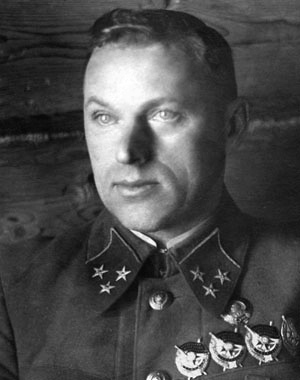
Konstantin Rokossovski
3 augustus

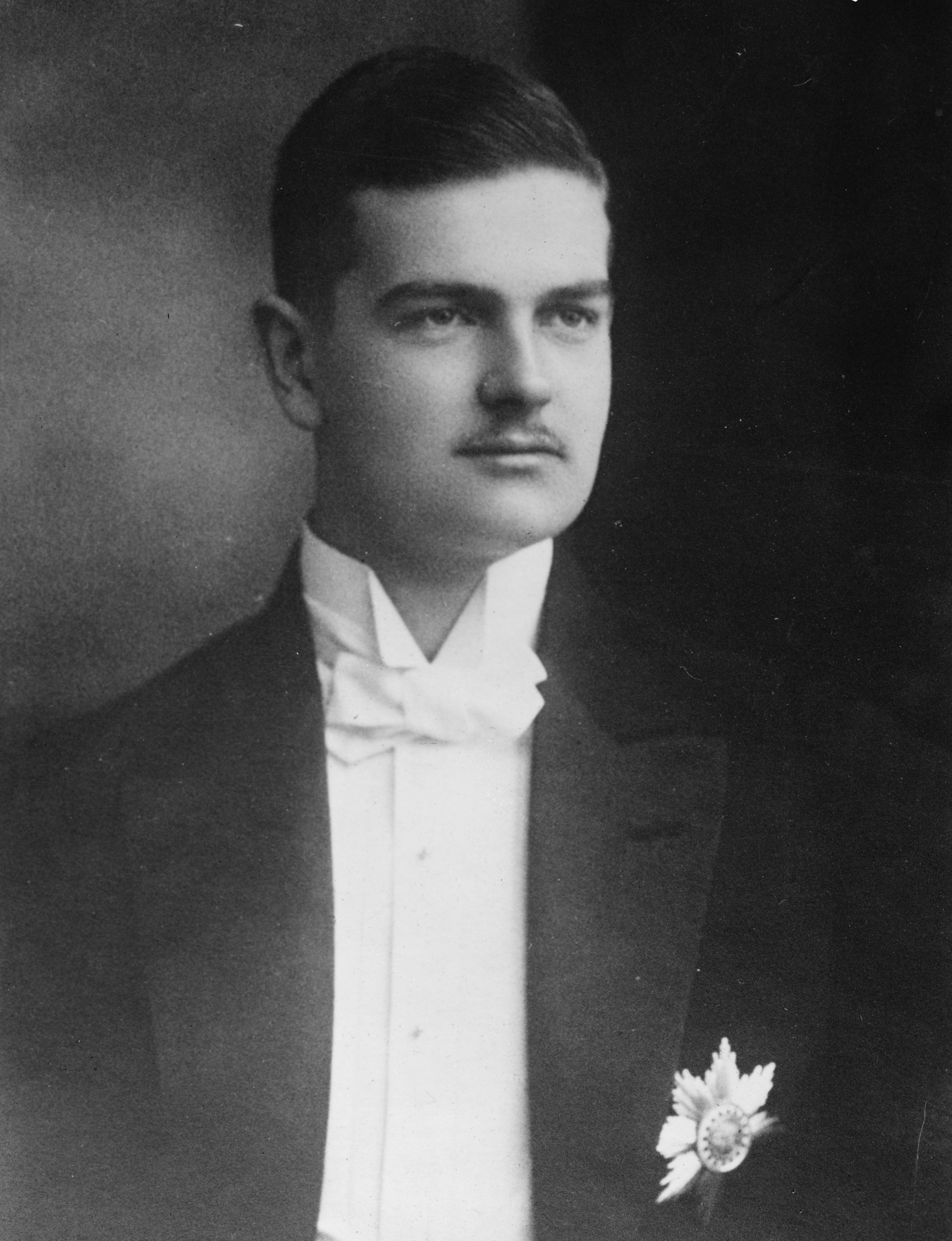
Frederik Christiaan van Saksen
9 augustus

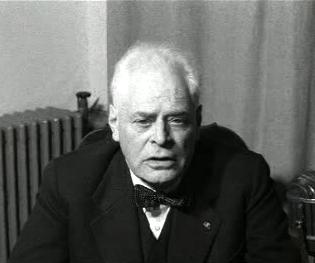
Pieter Oud
12 augustus

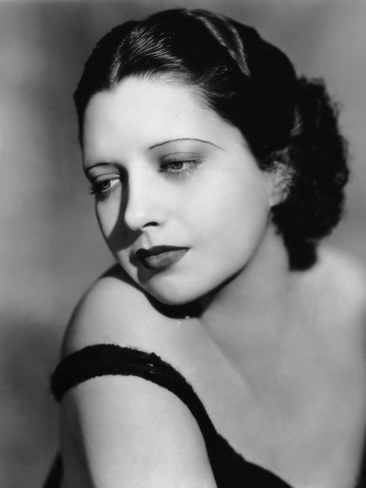
Kay Francis
26 augustus

| 1 | 2 | 3 | 4 | 5 | 6 | 7 | 8 | 9 | 10 | 11 | 12 | 13 | 14 | 15 | 16 | 17 | 18 | 19 | 20 | 21 | 22 | 23 | 24 | 25 | 26 | 27 | 28 | 29 | 30 | 31 |
| - | - | - | - | - | - | - | - | - | -- | -- | -- | -- | -- | -- | -- | -- | -- | -- | -- | -- | -- | -- | -- | -- | -- | -- | -- | -- | -- | -- |

### 1 augustus
- Paulino Garcia (61), Filipijns politicus

### 3 augustus
- Xavier Lesage (82), Frans ruiter
- Konstantin Rokossovski (71), Pools politicus

### 5 augustus
- Ernest Burnelle (60), Belgisch politicus
- Luther Perkins (40), Amerikaans country-gitarist
- Oskar Üpraus (69), Estisch voetballer

### 6 augustus
- Giovanni Bracco (60), Italiaans autocoureur

### 8 augustus
- Fritz Stiedry (84), Oostenrijks-Amerikaans dirigent

### 9 augustus
- Marie Alexandrine Otheline Caroline van Bylandt (94), Nederlands filantroop
- Frederik Christiaan van Saksen (74), lid Duitse adel
- Hemradj Shriemisier (47), Surinaams politicus

### 12 augustus
- Gustaaf Adolf Strick van Linschoten (73), Nederlands burgemeester
- Pieter Oud (81), Nederlands politicus

### 13 augustus
- Øystein Ore (68), Noors wiskundige

### 15 augustus
- Luis Gianneo (71), Argentijns componist

### 16 augustus
- Francis Eugene Resta (74), Italiaans-Amerikaans componist

### 17 augustus
- Aleksandre Sjarvasjidze (100), Abchazisch-Georgische kunstenaar

### 18 augustus
- Nestor Miserez (66), Belgisch politicus, journalist en dichter

### 19 augustus
- George Gamow (64), Amerikaans kernfysicus en kosmoloog
- Bill Stegmeyer (51), Amerikaans jazzklarinettist

### 21 augustus
- Frans Babylon (44), Nederlands dichter

### 25 augustus
- John George (70), Amerikaans acteur

### 26 augustus
- Kay Francis (63), Amerikaans actrice

### 27 augustus
- Robert Z. Leonard (78), Amerikaans filmregisseur
- Marina van Griekenland en Denemarken (61), lid Griekse en Britse koningshuis

### 31 augustus
- John Hartle (34), Brits motorcoureur
- Lucien Maubeuge (90), Belgisch dichter en toneelschrijver

## September

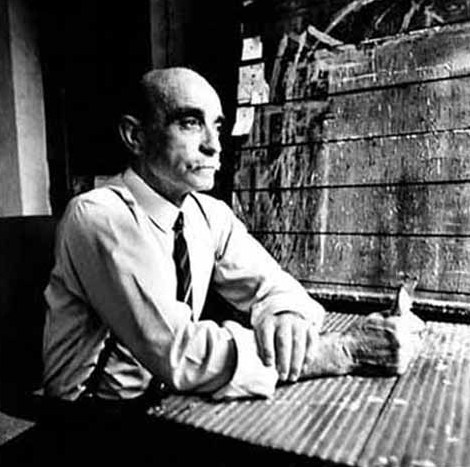
Lucio Fontana
7 september

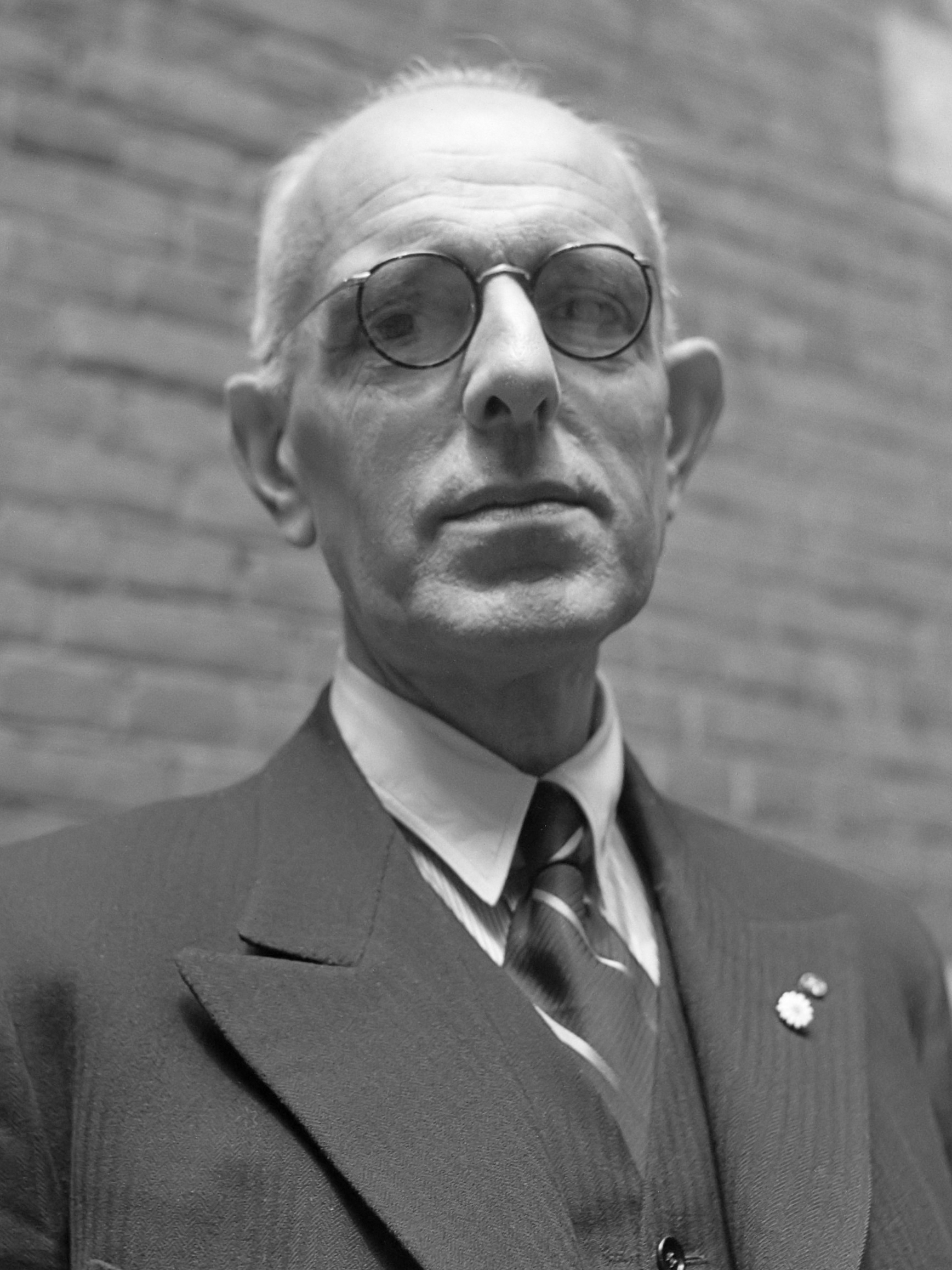
Steef van Schaik
10 september

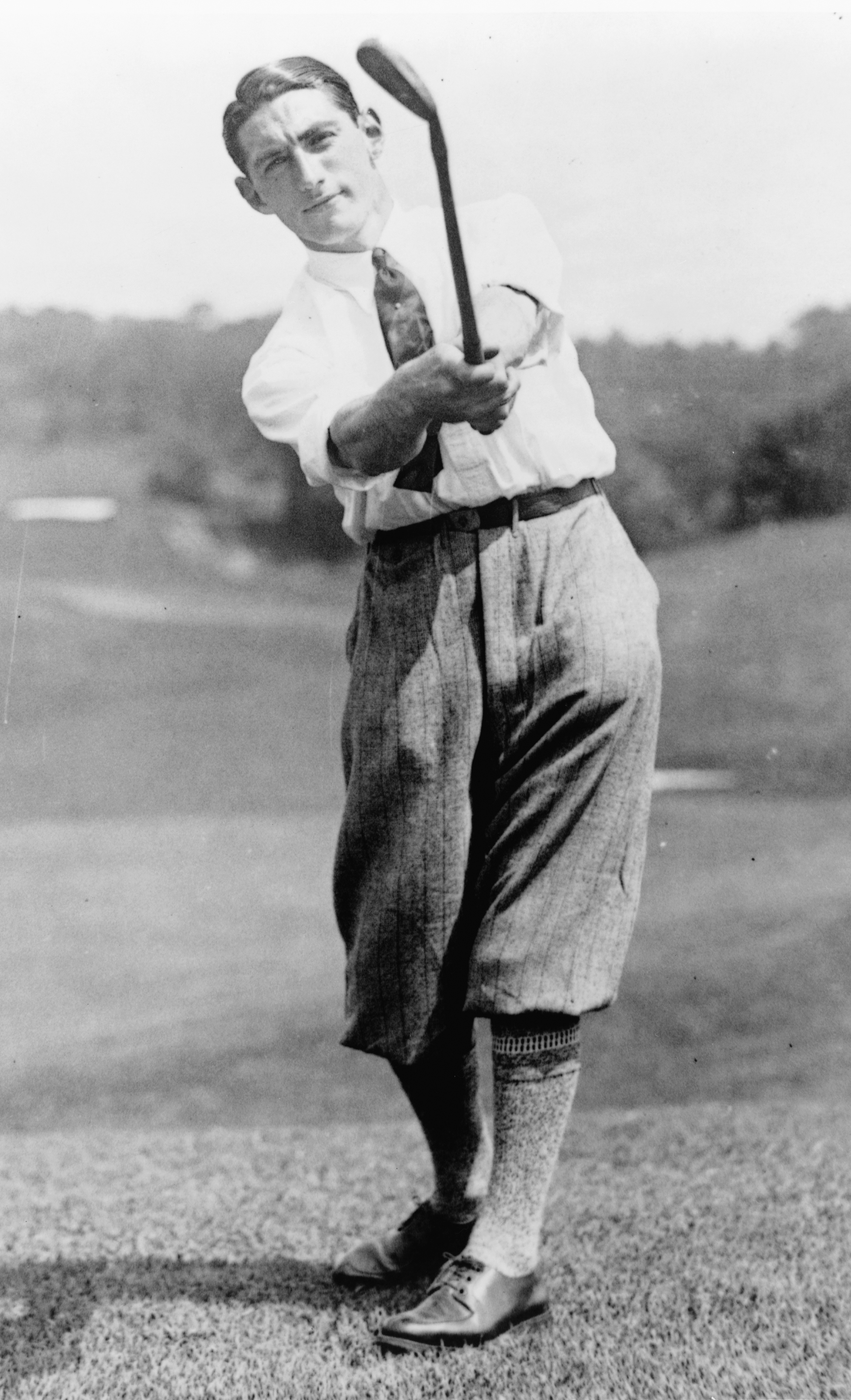
Tommy Armour
11 september

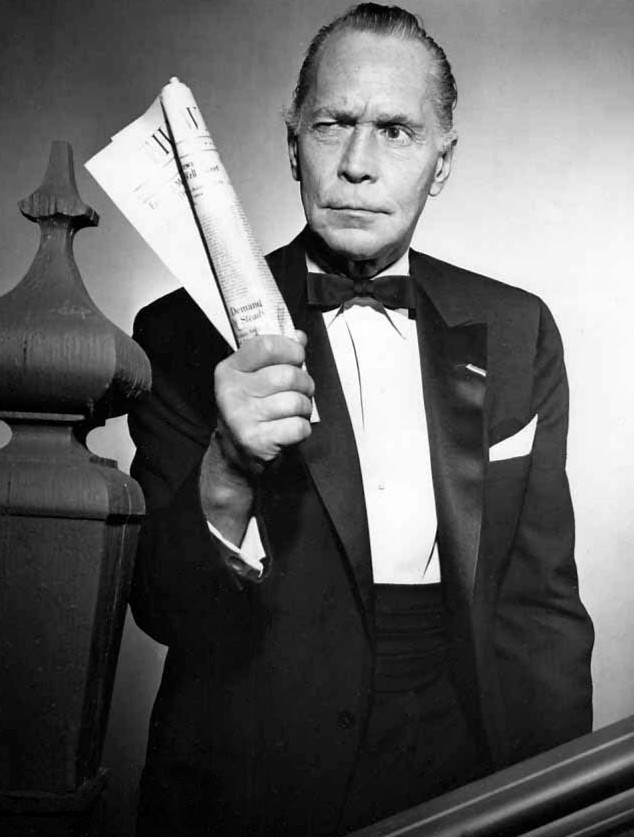
Franchot Tone
18 september

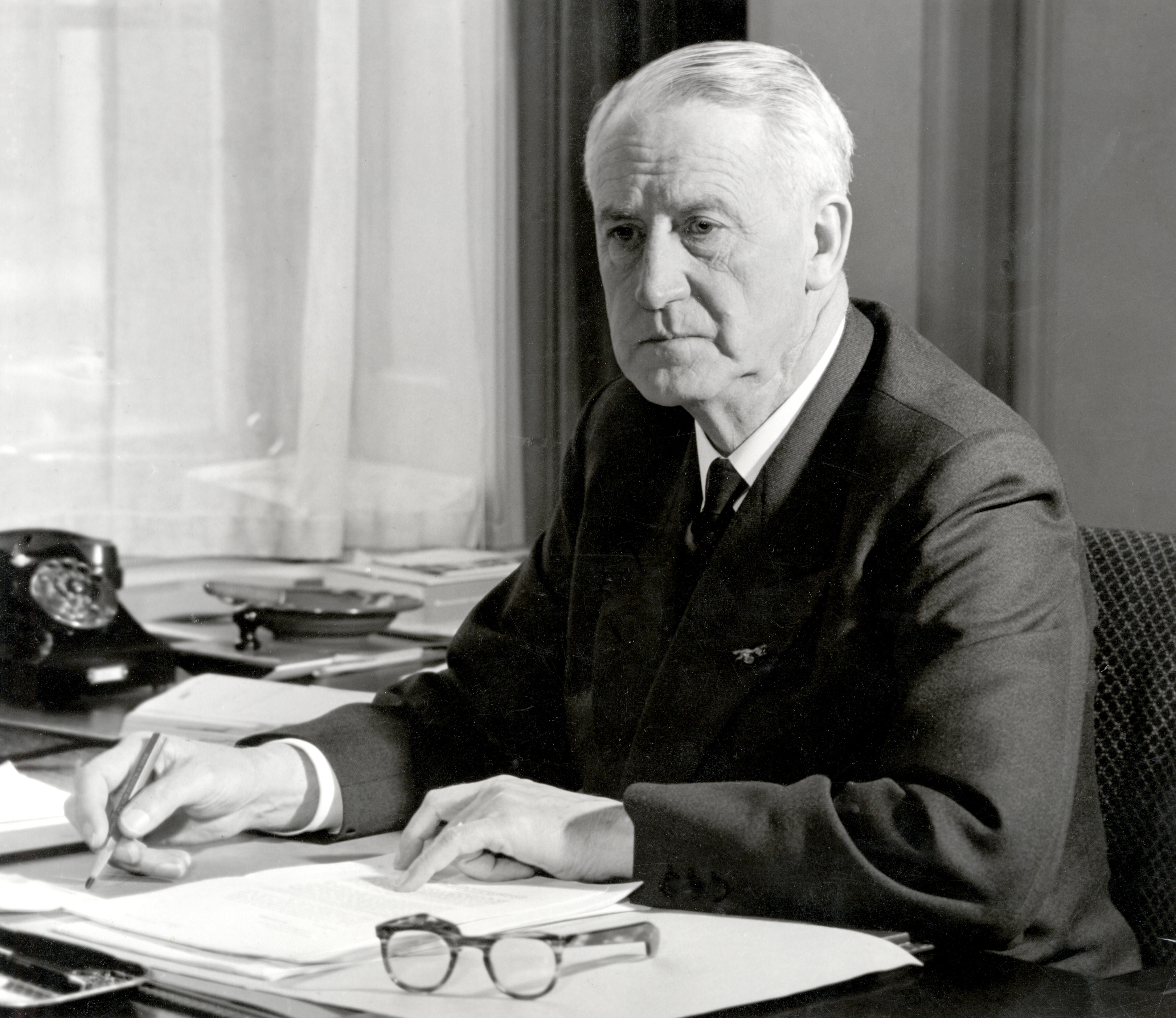
A.C. de Bruijn
19 september

| 1 | 2 | 3 | 4 | 5 | 6 | 7 | 8 | 9 | 10 | 11 | 12 | 13 | 14 | 15 | 16 | 17 | 18 | 19 | 20 | 21 | 22 | 23 | 24 | 25 | 26 | 27 | 28 | 29 | 30 |
| - | - | - | - | - | - | - | - | - | -- | -- | -- | -- | -- | -- | -- | -- | -- | -- | -- | -- | -- | -- | -- | -- | -- | -- | -- | -- | -- |

### 2 september
- Ernest Claes (83), Belgisch schrijver

### 6 september
- Giuseppe Lepori (66), Zwitsers politicus
- Leo Sexton (59), Amerikaans atleet

### 7 september
- Lucio Fontana (69), Argentijns-Italiaanse beeldend kunstenaar

### 9 september
- Bernard Georg Haase (57), Duits oorlogsmisdadiger

### 10 september
- Steef van Schaik (79), Nederlands politicus

### 11 september
- Tommy Armour (73), Amerikaanse golfer

### 12 september
- Ryszard Siwiec (59), Pools activist

### 15 september
- Josef Kentenich (82), Duits geestelijke

### 16 september
- James Edward Collin (92), Brits entomoloog
- Maurice Santens (82), Belgisch politicus

### 17 september
- Armand Blanchonnet (64), Frans wielrenner

### 18 september
- Nico Leonard Willem van Straten (71), Nederlands militair leider
- Franchot Tone (63), Amerikaans acteur

### 19 september
- Adrianus Cornelis de Bruijn (80), Nederlands politicus
- Chester Carlson (62), Amerikaans natuurkundige en uitvinder

### 20 september
- Dinsmore Alter (80), Amerikaans astronoom en meteoroloog
- Stanislas De Rijck (49), Belgisch politicus

### 23 september
- Pater Pio (81), Italiaans geestelijke
- Piet van Senus (64), Nederlands zwemmer

### 26 september
- Adriaan Martens (83), Belgisch arts en collaborateur

### 27 september
- Adriaan Jacob Barnouw (90), Nederlands schrijver
- Guido de Filip (64), Italiaans stuurman bij het roeien

### 28 september
- Leendert Cornelis Brinkman (82), Nederlands burgemeester
- Corry Lievens (65), Belgisch toneelschrijfster

### 29 september
- Paul Radmilovic (82), Brits waterpoloër en zwemmer

## Oktober

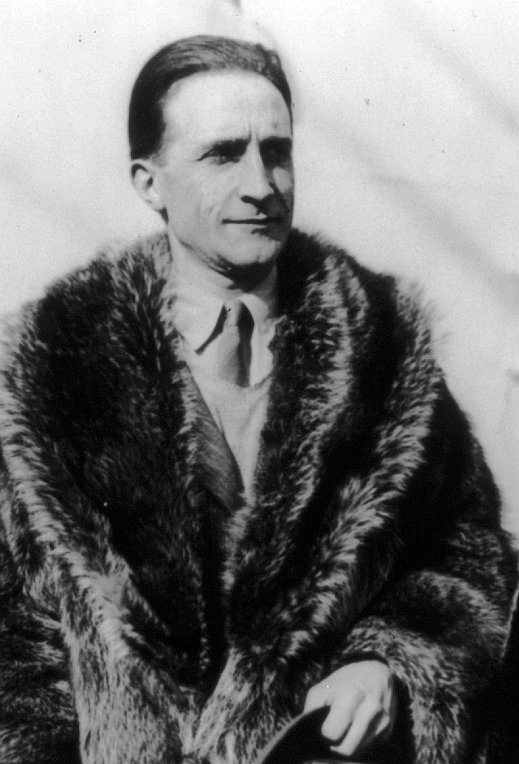
Marcel Duchamp
2 oktober

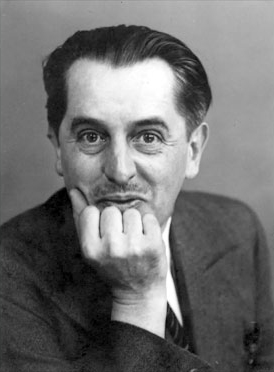
Jean Paulhan
9 oktober

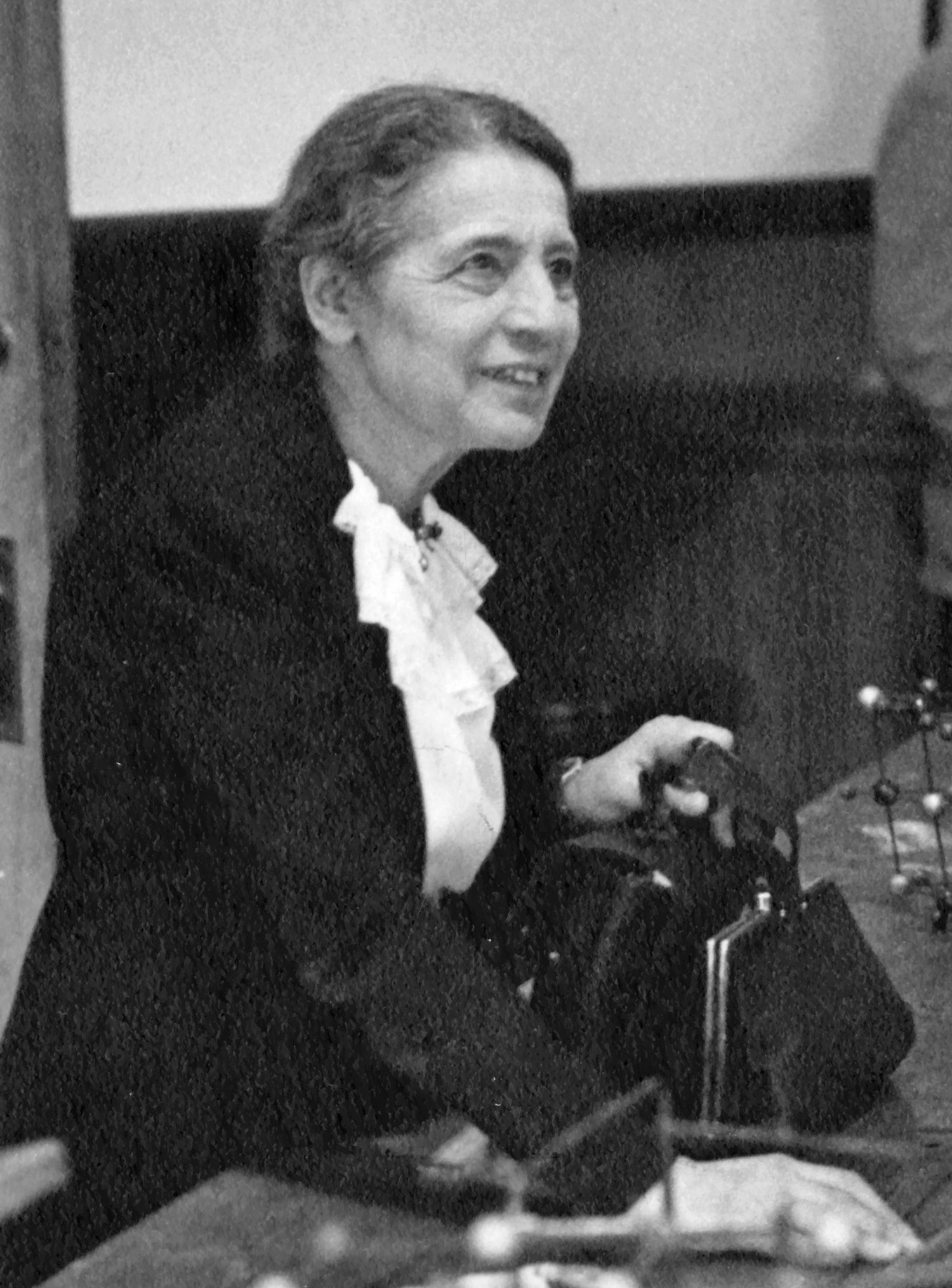
Lise Meitner
27 oktober

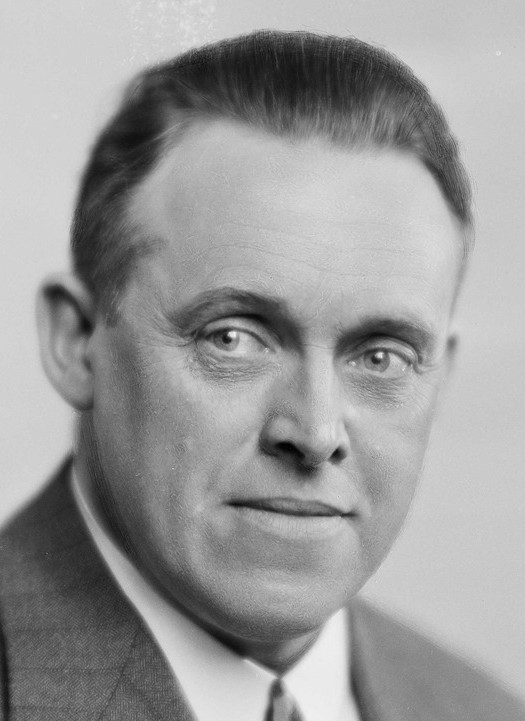
Erling Krogh
28 oktober

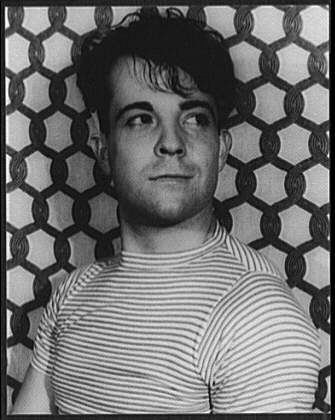
Ramón Novarro
30 oktober

| 1 | 2 | 3 | 4 | 5 | 6 | 7 | 8 | 9 | 10 | 11 | 12 | 13 | 14 | 15 | 16 | 17 | 18 | 19 | 20 | 21 | 22 | 23 | 24 | 25 | 26 | 27 | 28 | 29 | 30 | 31 |
| - | - | - | - | - | - | - | - | - | -- | -- | -- | -- | -- | -- | -- | -- | -- | -- | -- | -- | -- | -- | -- | -- | -- | -- | -- | -- | -- | -- |

### 1 oktober
- Pierre Beckers (83), Belgisch politicus
- Romano Guardini (83), Duits theoloog

### 2 oktober
- Marcel Duchamp (81), Frans kunstenaar

### 3 oktober
- Pieter-Jan Broekx (87), Belgisch politicus

### 4 oktober
- Francis Biddle (82), Amerikaans rechter
- Hitoshi Imamura (82), Japans militair leider

### 8 oktober
- Joseph du Château (72), Belgisch politicus
- Frank Skinner (70), Amerikaans componist

### 9 oktober
- Jean Paulhan (83), Frans schrijver

### 10 oktober
- Arthur Lieutenant (84), Oost-Duits politicus
- Nikifor (73), Pools kunstschilder

### 11 oktober
- Germán Álvarez Beigbeder (85), Spaans componist
- Gilles Holst (82), Nederlands natuurkundige

### 14 oktober
- Bert Gunther (68), Nederlands roeier

### 16 oktober
- Freddie Frinton (59), Brits komiek
- Gerard de Kruijff (78), Nederlands ruiter

### 17 oktober
- Michiel Meyer Cohen (90), Nederlands militair

### 18 oktober
- Annie Mulder van de Graaf (78), eerste Nederlandse plastische chirurg

### 20 oktober
- Roy Sherman (59), Amerikaans autocoureur

### 21 oktober
- Gertrude Pritzi (48), Oostenrijks tafeltennisspeelster

### 26 oktober
- Fănică Luca (74), Roemeens musicus

### 27 oktober
- Lise Meitner (89), Oostenrijks natuurkundige
- Reinier Post (74), Nederlands historicus

### 28 oktober
- H.W.J.M. Keuls (85), Nederlands dichter
- Erling Krogh (80), Noors operazanger

### 30 oktober
- Manuel de la Fuente (78), Filipijns politicus
- Auguste Mambour (72), Belgisch kunstschilder
- Ramón Novarro (69), Mexicaans acteur
- Rose Wilder Lane (81), Amerikaans schrijfster

## November

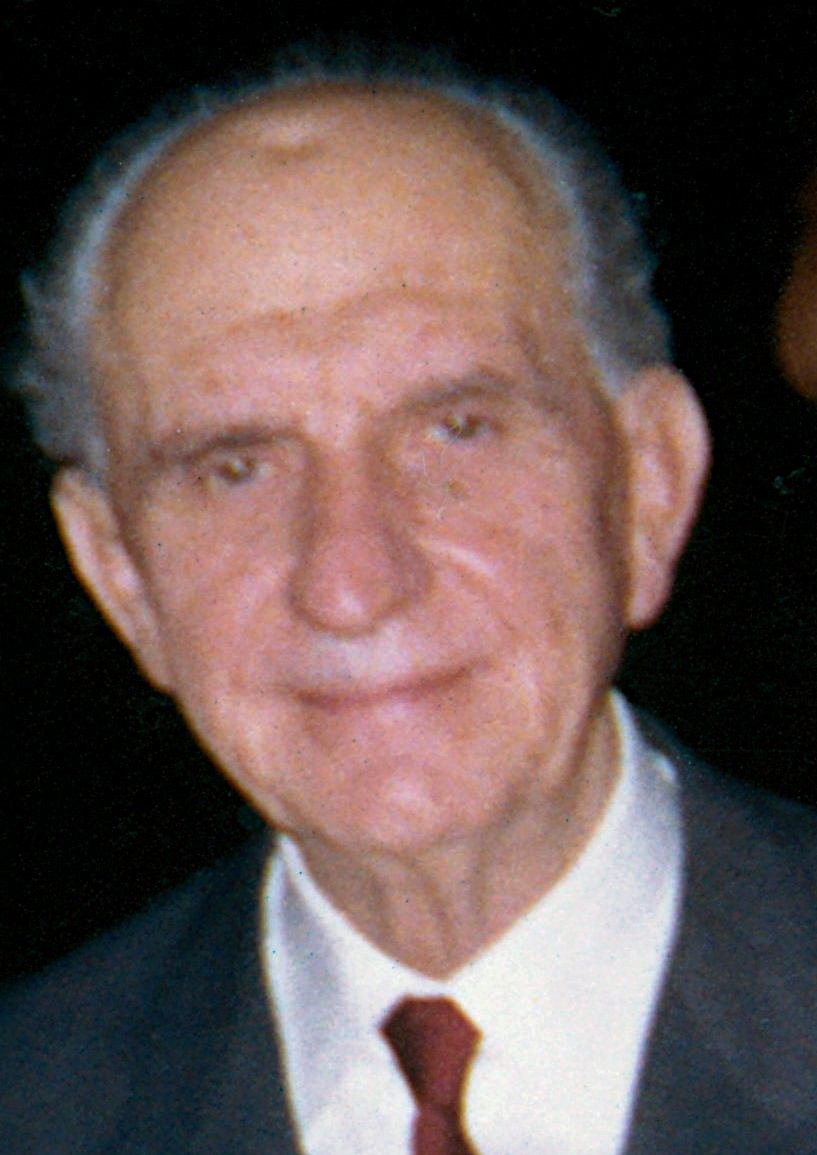
Georgios Papandreou (1888-1968)
1 november

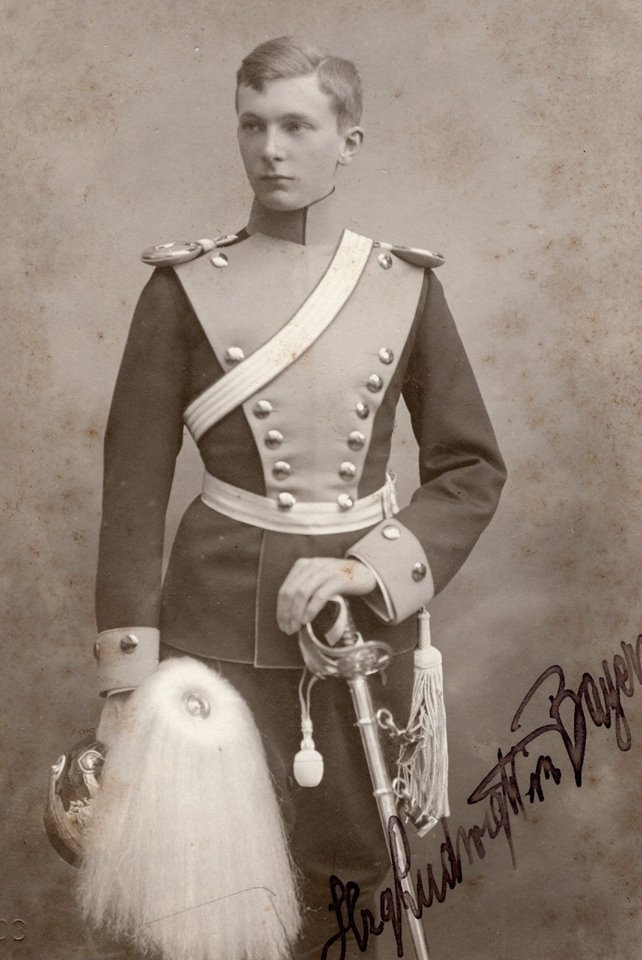
Lodewijk Willem in Beieren
5 november

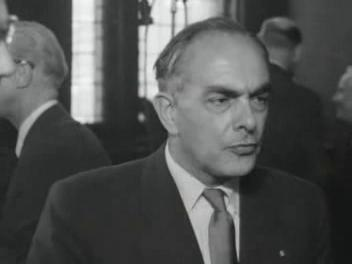
Guillaume Landré
6 november

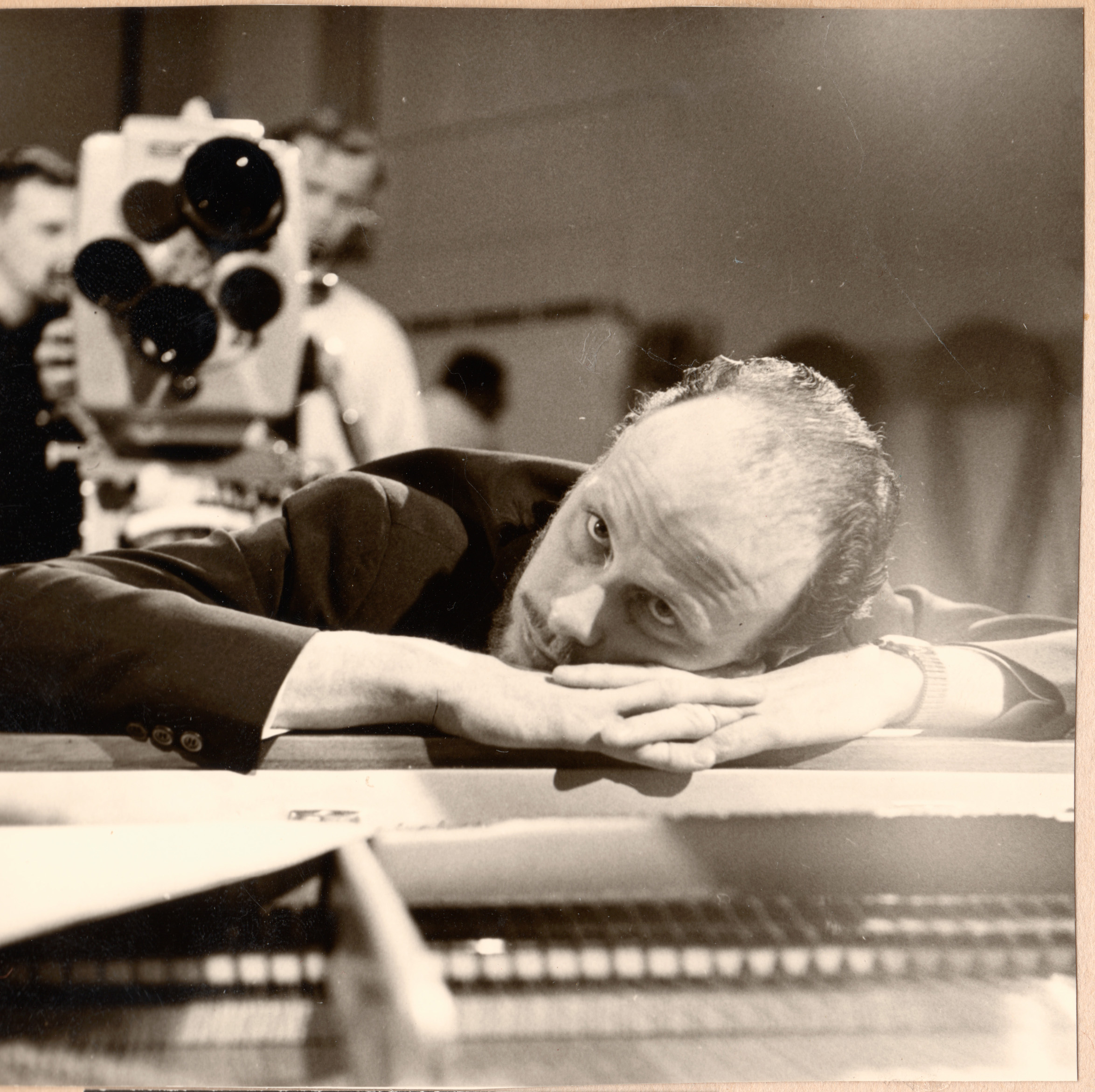
Jan Johansson
9 november

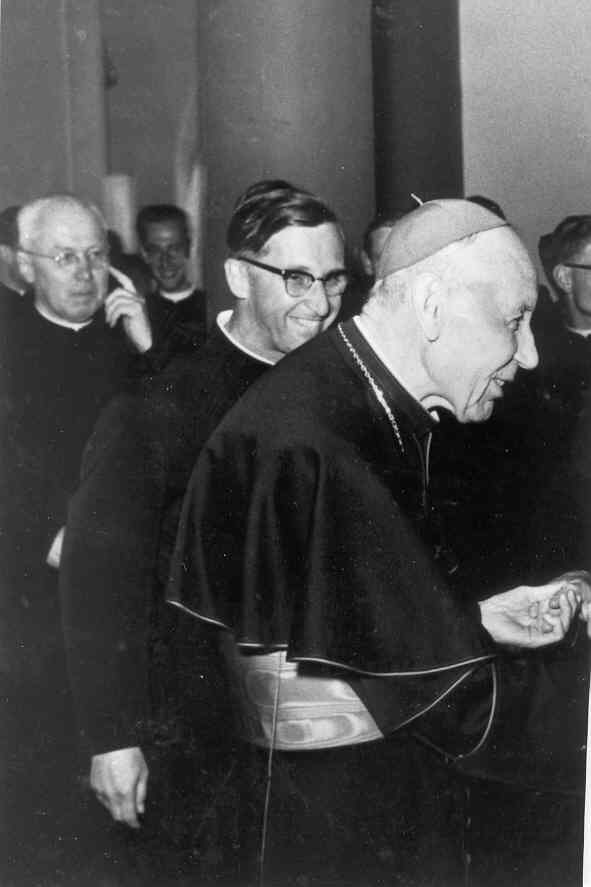
Augustin Bea
16 november

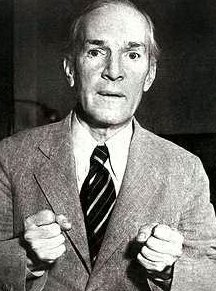
Upton Sinclair
25 november

| 1 | 2 | 3 | 4 | 5 | 6 | 7 | 8 | 9 | 10 | 11 | 12 | 13 | 14 | 15 | 16 | 17 | 18 | 19 | 20 | 21 | 22 | 23 | 24 | 25 | 26 | 27 | 28 | 29 | 30 |
| - | - | - | - | - | - | - | - | - | -- | -- | -- | -- | -- | -- | -- | -- | -- | -- | -- | -- | -- | -- | -- | -- | -- | -- | -- | -- | -- |

### 1 november
- Ludovika Jakobsson-Eilers (84), Duits kunstschaatsster
- Giorgos Papandreou (80), Grieks politicus

### 2 november
- Jacobus Lijkle Posthuma (73), Nederlands politiefunctionaris

### 4 november
- Horace Gould (50), Brits autocoureur

### 5 november
- Lodewijk Willem in Beieren (84), lid Duitse adel

### 6 november
- Henk Etienne (73), Nederlands beeldhouwer
- Guillaume Landré (63), Nederlands componist
- Charles Münch (77), Frans dirigent

### 8 november
- Wendell Corey (54), Amerikaans acteur[1]
- Willem Duynstee (82), Nederlands rechtsgeleerde
- A.P. Wesselman van Helmond (60), Nederlands architect

### 9 november
- Leo Huberman (65), Amerikaans journalist en auteur
- Jan Johansson (37), Zweeds jazzpianist en componist

### 10 november
- Willem Carel Hendrik Dekker (51), Nederlands militair

### 11 november
- Jeanne Demessieux (47), Frans componiste

### 12 november
- Victor Lenaers (75), Belgisch wielrenner

### 14 november
- Hilton Jefferson (65), Amerikaans saxofonist

### 15 november
- Charles Bacon (83), Amerikaans atleet

### 16 november
- Augustin Bea (87), Duits kardinaal
- Greet Hofmans (74), Nederlands gebedsgenezeres
- Vicente Lombardo Toledano (74), Mexicaans politicus

### 17 november
- Aleksander Gelfond (62), Russisch wiskundige
- Mervyn Peake (57), Brits schrijver en kunstenaar

### 18 november
- Heini Klopfer (50), Duits architect en skispringer

### 20 november
- Piet Elling (71), Nederlands architect

### 21 november
- Nat Story (64), Amerikaans trombonist

### 24 november
- István Dobi (69), president van Hongarije

### 25 november
- Upton Sinclair (90), Amerikaans schrijver

### 26 november
- Arnold Zweig (81), Duits schrijver

### 28 november
- Enid Blyton (71), Brits schrijfster
- Wiggert van Daalen (73), Nederlands voetballer
- Jean Delsarte (65), Frans wiskundige
- Ellsworth Paine Killip (78), Amerikaans botanicus

### 29 november
- Oscar Riddle (91), Amerikaans bioloog
- Albert de Spot (80), Belgisch politicus

### 30 november
- Luigi Manazza (102), Zwitsers componist
- Willem Johannes Philippus van Waning (71), Nederlands burgemeester

## December

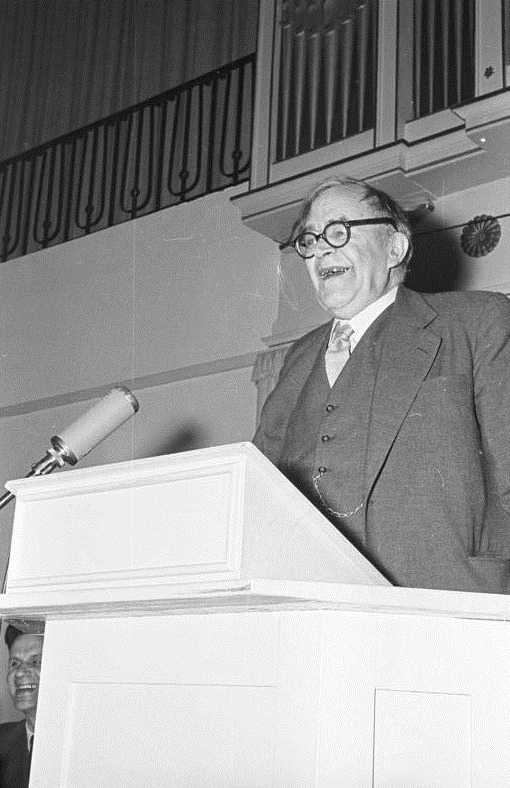
Karl Barth
10 december

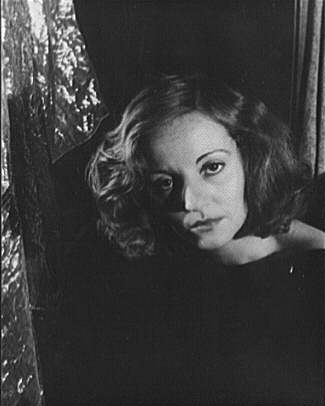
Tallulah Bankhead
12 december

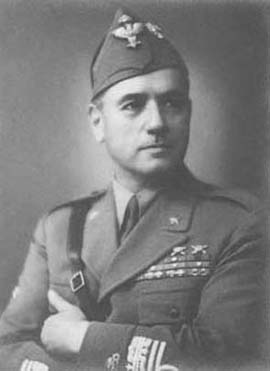
Giovanni Messe
18 december

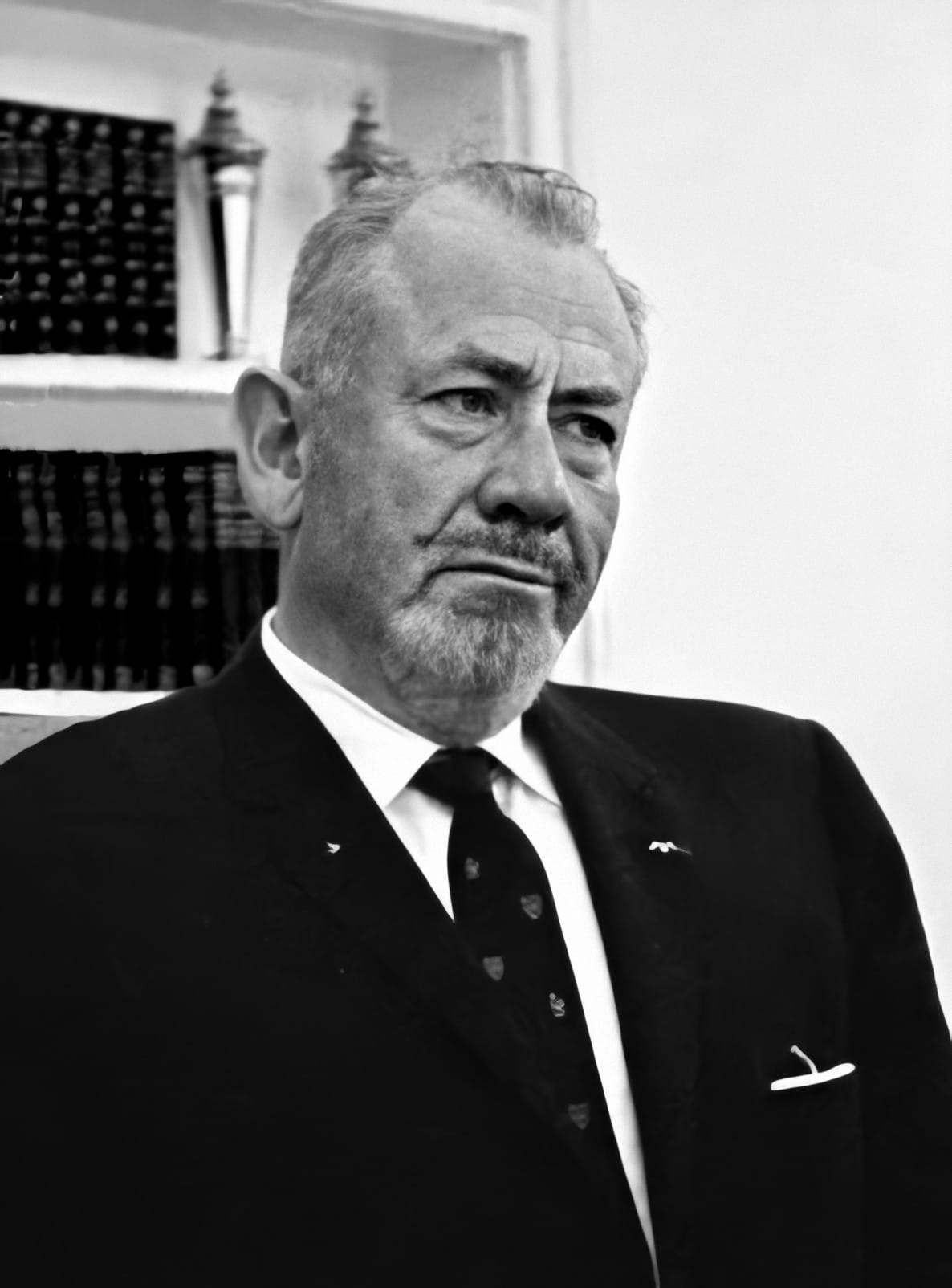
John Steinbeck
20 december

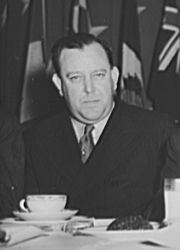
Trygve Lie
30 december

| 1 | 2 | 3 | 4 | 5 | 6 | 7 | 8 | 9 | 10 | 11 | 12 | 13 | 14 | 15 | 16 | 17 | 18 | 19 | 20 | 21 | 22 | 23 | 24 | 25 | 26 | 27 | 28 | 29 | 30 | 31 |
| - | - | - | - | - | - | - | - | - | -- | -- | -- | -- | -- | -- | -- | -- | -- | -- | -- | -- | -- | -- | -- | -- | -- | -- | -- | -- | -- | -- |

### 1 december
- Nicolae Bretan (81), Roemeens componist en baritonzanger
- Giuseppe Enrici (74), Italiaans wielrenner
- Hugo Haas (67), Tsjechisch acteur en regisseur
- Dario Moreno (47), Turks zanger en acteur

### 2 december
- Mary Borden (82), Amerikaans schrijfster

### 3 december
- Antonín Borovička (73), Tsjechisch componist
- Charles d'Udekem d'Acoz (83), Belgisch burgemeester

### 4 december
- Louise Van den Plas (91), Belgisch feministe

### 7 december
- Pierre Jaminet (56), Frans wielrenner
- Georges Thielemans (81), Belgisch politicus

### 9 december
- Harry Stenqvist (84), Zweeds wielrenner

### 10 december
- Karl Barth (82), Zwitsers theoloog
- Maurice Maréchal (atleet) (62), Belgisch atleet
- Thomas Merton (53), Frans theoloog en dichter
- Reinier Marinus van Reenen (60), Nederlands burgemeester

### 11 december
- Willem Geleedst (80), Nederlands burgemeester
- Pierre Palla (66), Nederlands pianist en koordirigent

### 12 december
- Tallulah Bankhead (66), Amerikaans actrice

### 13 december
- Siegfried Reda (52), Duits componist

### 14 december
- Armand De Pelsmaeker (52), Belgisch politicus

### 17 december
- Ferdinand Petr (57), Tsjechisch componist en dirigent

### 18 december
- Giovanni Messe (85), Italiaans militair en politicus
- Chana Orloff (80), Israëlisch beeldhouwster

### 19 december
- Sanne van Havelte (79), Nederlands schrijfster

### 20 december
- Max Brod (84), Tsjechisch schrijver
- Van Nest Polglase (70), Amerikaans artdirector
- John Steinbeck (66), Amerikaans schrijver

### 21 december
- Engelbert Besednjak (74), Sloveens politicus
- Vittorio Pozzo (82), Italiaans voetballer en voetbalcoach

### 27 december
- Fokko Mees (81), Nederlands graficus en illustrator
- Glauco Servadei (55), Italiaans wielrenner

### 28 december
- René George (70), Belgisch politicus
- Margaretha Renes-Boldingh (77), Nederlands schrijfster

### 30 december
- Trygve Lie (72), Noors politicus en diplomaat

## Datum onbekend
- Tim Ahearne (83), Iers atleet (overleden in november)
- Al Mulock (42), Canadees filmacteur (overleden in mei)
- William Varley (88), Amerikaans roeier (overleden in oktober)

1900 ·
1901 ·
1902 ·
1903 ·
1904 ·
1905 ·
1906 ·
1907 ·
1908 ·
1909 ·
1910 ·
1911 ·
1912 ·
1913 ·
1914 ·
1915 ·
1916 ·
1917 ·
1918 ·
1919 ·
1920 ·
1921 ·
1922 ·
1923 ·
1924 ·
1925 ·
1926 ·
1927 ·
1928 ·
1929 ·
1930 ·
1931 ·
1932 ·
1933 ·
1934 ·
1935 ·
1936 ·
1937 ·
1938 ·
1939 ·
1940 ·
1941 ·
1942 ·
1943 ·
1944 ·
1945 ·
1946 ·
1947 ·
1948 ·
1949 ·
1950 ·
1951 ·
1952 ·
1953 ·
1954 ·
1955 ·
1956 ·
1957 ·
1958 ·
1959 ·
1960 ·
1961 ·
1962 ·
1963 ·
1964 ·
1965 ·
1966 ·
1967 ·
1968 ·
1969 ·
1970 ·
1971 ·
1972 ·
1973 ·
1974 ·
1975 ·
1976 ·
1977 ·
1978 ·
1979 ·
1980 ·
1981 ·
1982 ·
1983 ·
1984 ·
1985 ·
1986 ·
1987 ·
1988 ·
1989 ·
1990 ·
1991 ·
1992 ·
1993 ·
1994 ·
1995 ·
1996 ·
1997 ·
1998 ·
1999 ·
2000 ·
2001 ·
2002 ·
2003 ·
2004 ·
2005 ·
2006 ·
2007 ·
2008 ·
2009 ·
2010 ·
2011 ·
2012 ·
2013 ·
2014 ·
2015 ·
2016 ·
2017 ·
2018 ·
2019 ·
2020 ·
2021 ·
2022 ·
2023 ·
2024 ·
2025